# 14. März
Der 14. März ist der 73. Tag des gregorianischen Kalenders (der 74. in Schaltjahren), somit bleiben 292 Tage bis zum Jahresende.

## Ereignisse

### Politik und Weltgeschehen
- 1440: 53 Adlige und 19 preußische Städte, darunter Danzig, Elbing und Thorn, schließen sich gegen die Politik des Deutschen Ordens zum Bund vor Gewalt und Unrecht zusammen.
- 1590: Im Achten Hugenottenkrieg setzt sich in der Schlacht bei Ivry beim Ort Ivry-la-Bataille in der Normandie Heinrich von Navarra mit seinen Truppen gegen die Einheiten der katholischen Liga unter dem Befehl von Charles de Lorraine durch. Der Sieg ermöglicht dem späteren König das Vorrücken auf Paris.

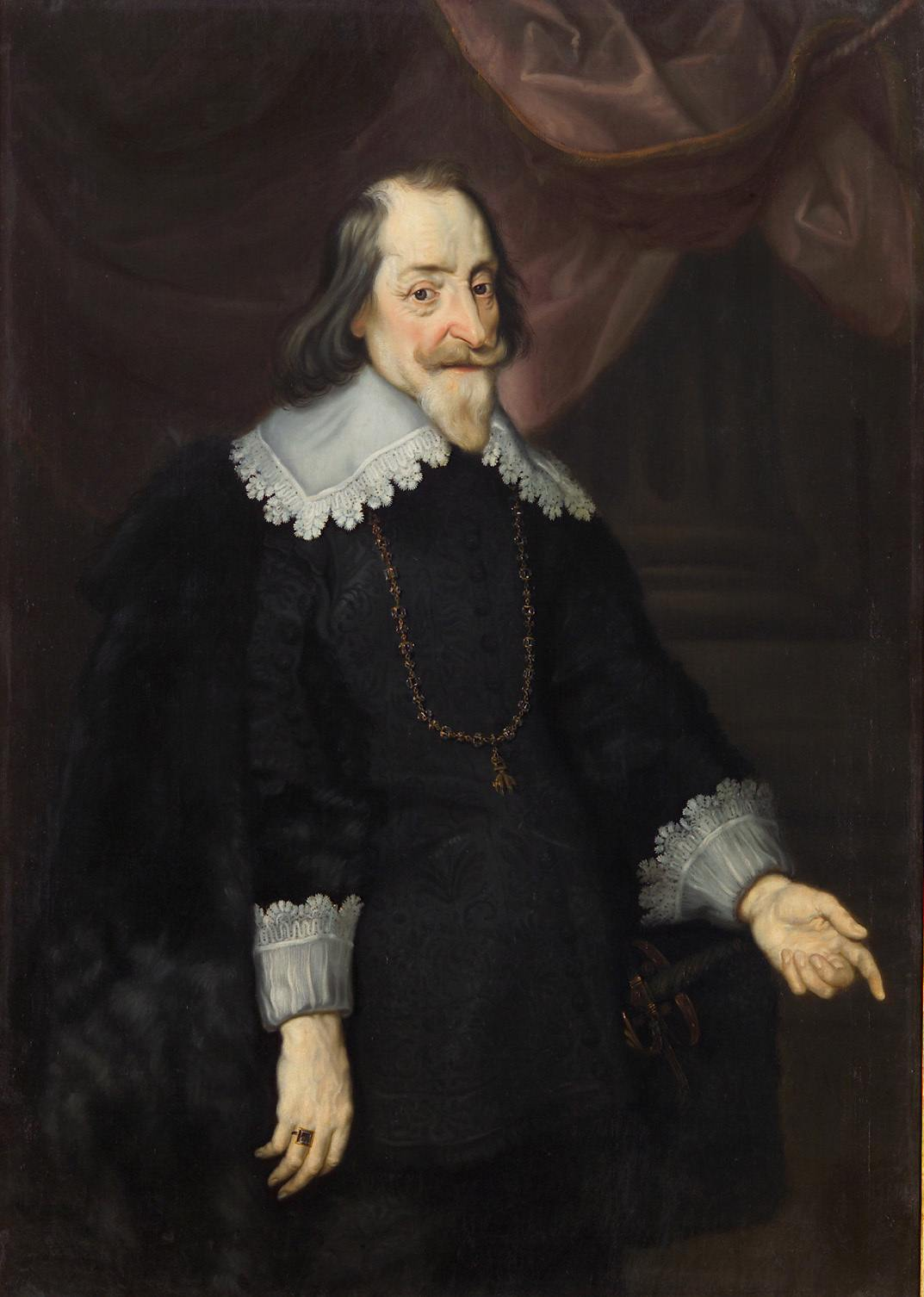
1647: Maximilian I., Kurfürst von Bayern

- 1647: Auf Betreiben des bayerischen Kurfürsten Maximilian I. wird im Dreißigjährigen Krieg in Ulm der Ulmer Waffenstillstand zwischen Bayern, Kurköln, Frankreich und Schweden geschlossen.

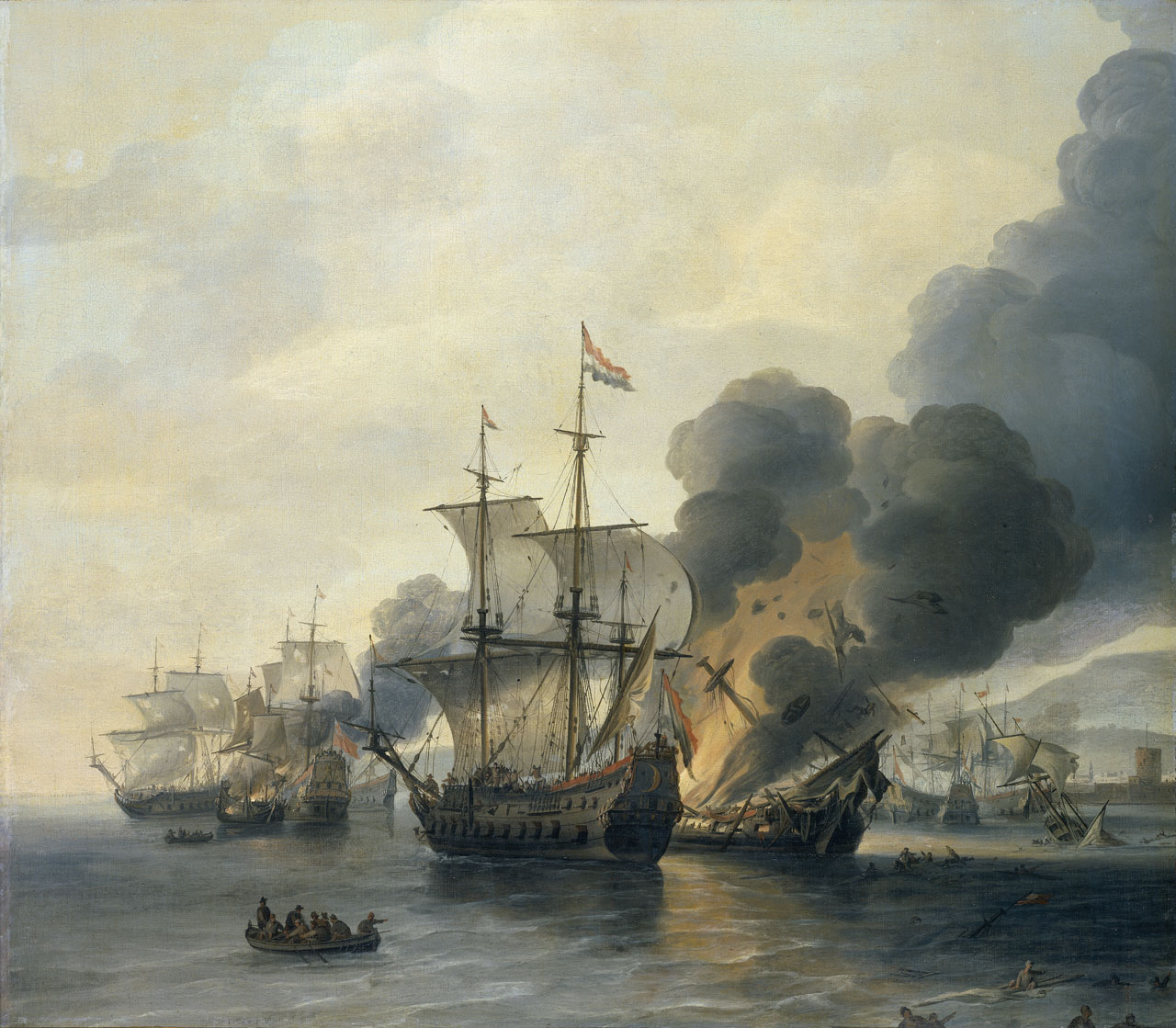
1653: Seeschlacht bei Livorno

- 1653: In der Seeschlacht bei Livorno bezwingen die Niederländer unter Johan van Galen im Englisch-Niederländischen Krieg ein englisches Geschwader und erlangen die Vorherrschaft im Mittelmeer.
- 1744: Die Emder Konvention regelt die Annexion Ostfrieslands durch Preußen nach dem Aussterben der Cirksena-Dynastie. Diese endet im selben Jahr mit dem Tod des Fürsten Carl Edzard.
- 1757: In Portsmouth wird der britische Admiral John Byng nach einem Todesurteil von einem Peloton an Bord der HMS Monarch erschossen. Die Entscheidung des Kriegsgerichts, er habe die geltenden Fighting Instructions nicht eingehalten, ist umstritten.
- 1808: Mit Übergabe der Kriegserklärung in Stockholm an König Gustav IV. Adolf beginnt der Dänisch-Schwedische Krieg, von dem sich Dänemark eine Rückeroberung früherer Gebietsverluste verspricht. Schweden befindet sich bereits im Krieg mit Russland und dem napoleonischen Frankreich.
- 1831: Im britischen Unterhaus findet die erste Lesung des Great Reform Act statt. Das Gesetzesvorhaben zur Wahlkreisreform ist vor allem nötig geworden durch das Problem der „rotten boroughs“ („verfaulte Wahlbezirke“), in denen die Abgeordneten nur noch durch eine Handvoll Wähler bestimmt werden.
- 1862: Im Amerikanischen Bürgerkrieg wird die Hafenstadt New Bern von der Armee der Nordstaaten eingenommen.
- 1880: Durch den Zusammenschluss mehrerer lokaler Hilfsvereine entsteht die Österreichische Gesellschaft vom Rothen Kreuze. Kaiser Franz Joseph I. unterschreibt die Gründungsurkunde und übernimmt gemeinsam mit seiner Gattin Elisabeth die Schirmherrschaft über die neue Organisation.

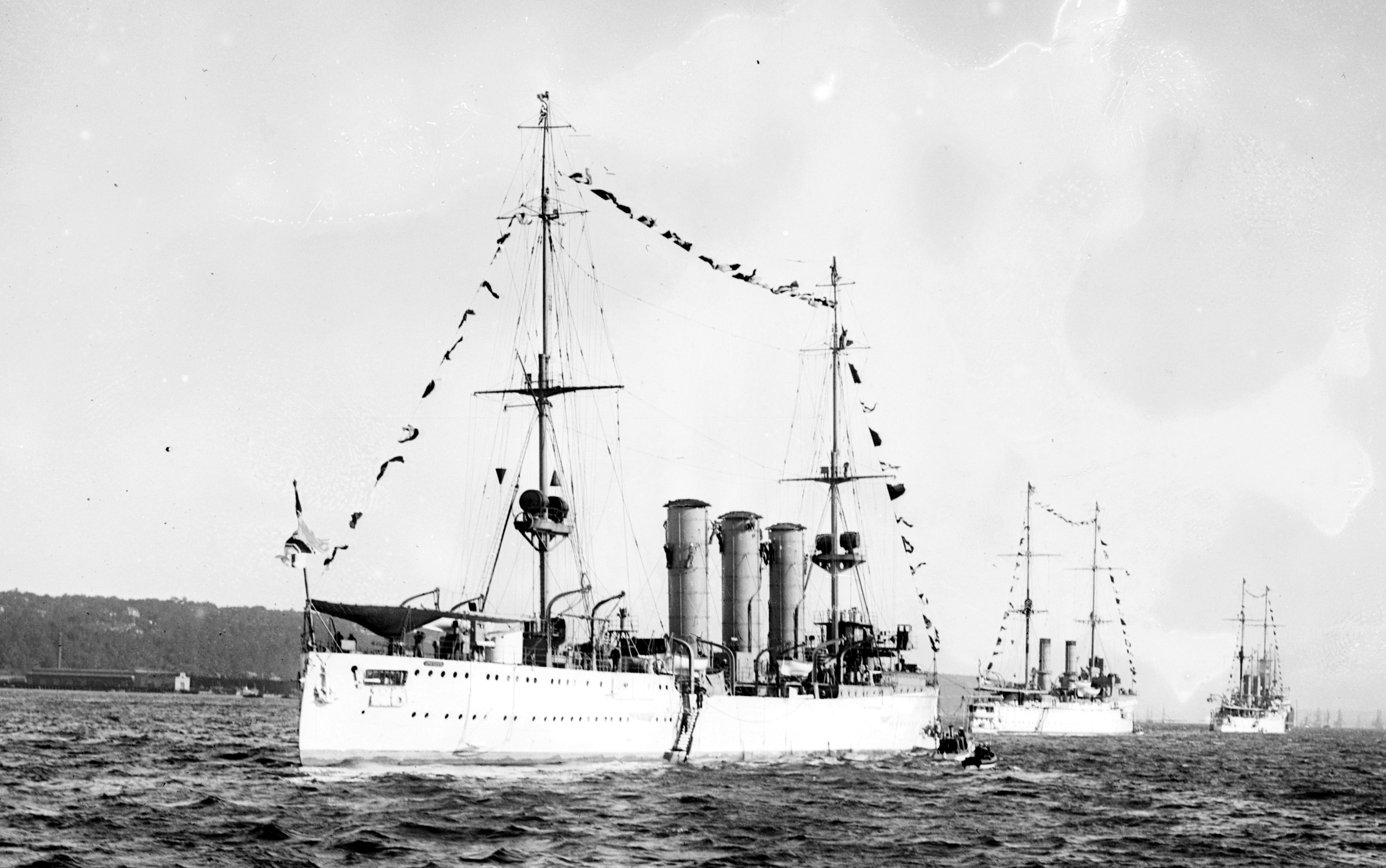
1915: Die Dresden

- 1915: Die Dresden, das einzige deutsche Schiff, das der vernichtenden Niederlage im Seegefecht bei den Falklandinseln am 8. Dezember 1914 entgehen konnte, wird von den Briten unter Missachtung der chilenischen Neutralität im Ersten Weltkrieg bei der Robinson-Crusoe-Insel angegriffen. Mit der Selbstversenkung des Schiffes durch die Mannschaft endet das deutsche Ostasiengeschwader.

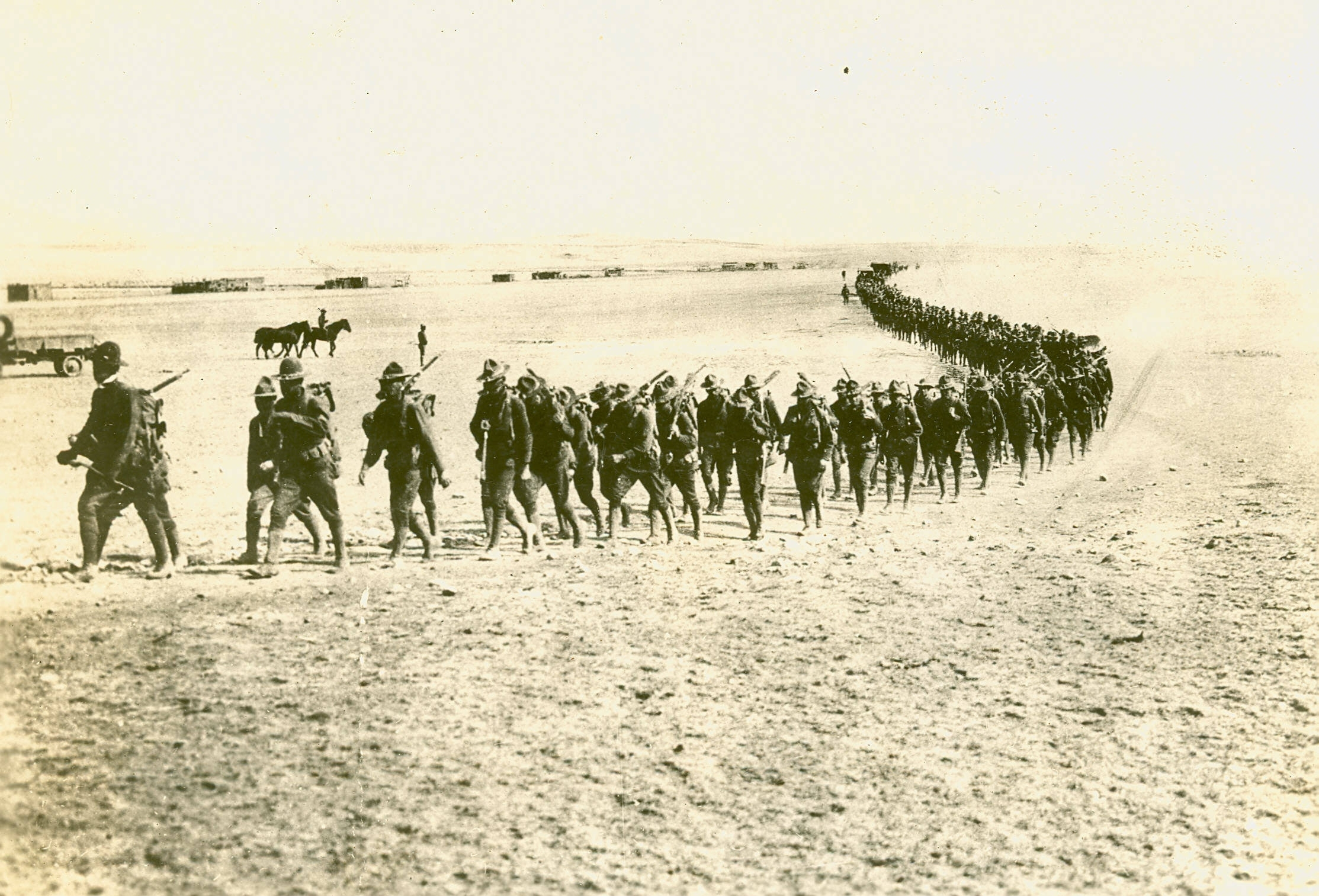
1916: Soldaten der Strafexpedition

- 1916: Als Reaktion auf den von Einheiten des mexikanischen Revolutionsführers Pancho Villa verübten Überfall auf die US-amerikanische Garnisonsstadt Columbus in New Mexico entsenden die USA eine Strafexpedition unter General John J. Pershing nach Mexiko.
- 1917: Als Folge der Februarrevolution wird der Befehl Nr. 1 des Petrograder Sowjets herausgegeben, der den in der russischen Armee spontan entstandenen Soldatenkomitees Gesetzeskraft verleiht.

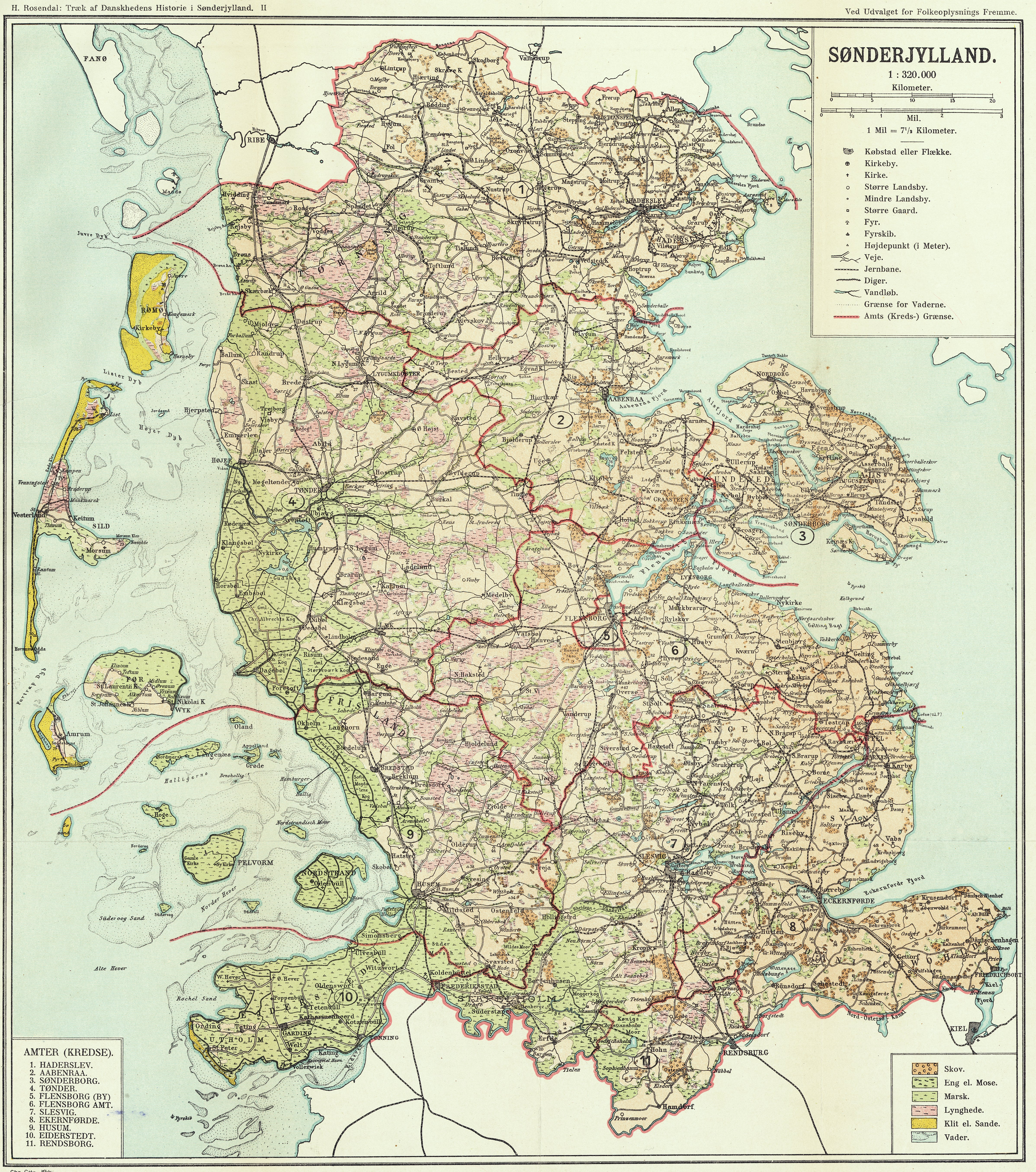
1920: Nord- und Südschleswig

- 1920: Bei der Volksabstimmung in Schleswig in der zweiten Zone (Mittelschleswig) stimmen 80 % für den Verbleib bei Deutschland. Da sich die Bevölkerung bei der bereits am 10. Februar 1920 erfolgten Abstimmung in der ersten Zone (Nordschleswig) für Dänemark entschieden hatte, wird Schleswig (dänisch Sønderjylland) somit in einen dänischen Nord- und einen deutschen Südteil aufgeteilt.
- 1937: Papst Pius XI. greift in der Enzyklika Mit brennender Sorge die Politik der Nationalsozialisten an.
- 1939: Auf Betreiben des Deutschen Reichs unter Adolf Hitler erklärt sich die Slowakei von der Tschecho-Slowakei unabhängig. Jozef Tiso wird Ministerpräsident des Slowakischen Staates.

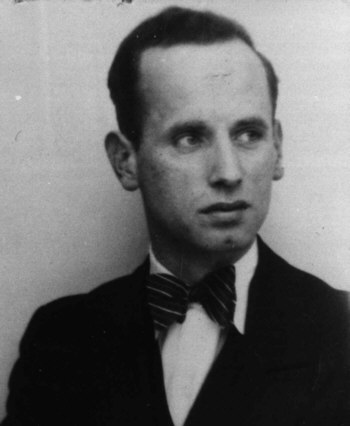
1944: Matthias Lackas

- 1944: In Berlin beginnt der geheime Korruptionsprozess gegen den Verlagsbuchhändler Matthias Lackas und führende Dienststellenleiter der Wehrmacht. Die Ermittlungen, die sich unter anderem auf 50 Unternehmen der Verlagsbranche richten, gehen im Lauf des Jahres im militärischen Zusammenbruch unter.

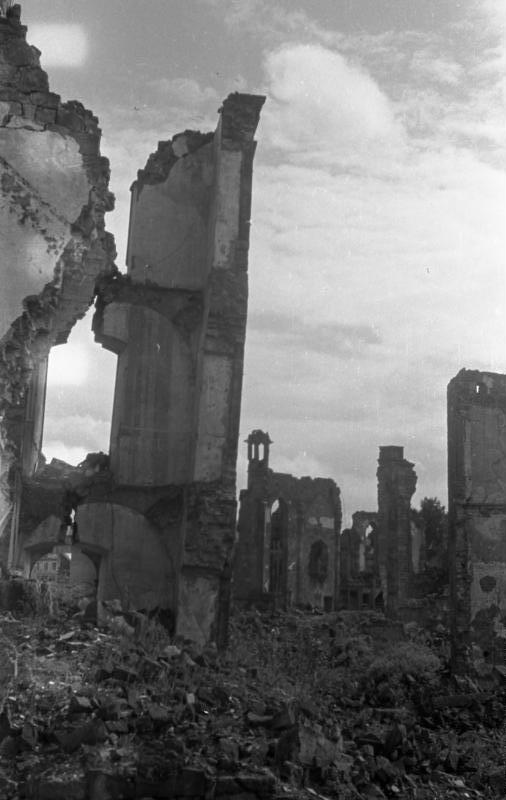
1945: Zweibrücken nach dem Bombenangriff

- 1945: Die Stadt Zweibrücken wird im Zweiten Weltkrieg von einem Bombergeschwader der Royal Canadian Air Force zu mehr als 80 % zerstört. Sie zählt damit im Zweiten Weltkrieg zu den am schwersten durch Bombardierungen betroffenen Städten im Deutschen Reich.
- 1945: Bei einem Luftangriff auf das Eisenbahn-Viadukt von Schildesche bei Bielefeld setzen die Briten erstmals die in ihrer Sprengkraft schwerste konventionelle Bombe Grand Slam ein.
- 1950: In den Vereinigten Staaten veröffentlicht das FBI die erste Liste der zehn meistgesuchten Flüchtigen.
- 1951: Im Koreakrieg wird die südkoreanische Hauptstadt Seoul neuerlich von UN-Truppen zurückerobert.
- 1953: Nach nur acht Tagen löst Nikita Chruschtschow Georgi Malenkow als Generalsekretär der KPdSU ab. Malenkow wird Regierungschef.
- 1964: Jack Ruby wird in Dallas von einem Strafgericht wegen des Mordes an Lee Harvey Oswald schuldig gesprochen. Das Urteil wird später von der Berufungsinstanz wieder aufgehoben.
- 1971: Bei den Wahlen zum Abgeordnetenhaus von Berlin kann die SPD unter Bürgermeister Klaus Schütz ihre absolute Mehrheit knapp behaupten.
- 1974: In Bonn einigen sich beide deutsche Staaten in einem Protokoll zum Grundlagenvertrag, Ständige Vertretungen der Bundesrepublik Deutschland und der Deutschen Demokratischen Republik einzurichten.
- 1978: Drei Tage nach einem Anschlag palästinensischer Terroristen auf Busse in Israel marschiert die israelische Armee in der Operation Litani im Libanon ein.
- 1991: Das Bundesverfassungsgericht in Karlsruhe erklärt das geltende Namensrecht, nach dem die Frau bei der Heirat den Nachnamen des Mannes annehmen muss, wenn sich beide nicht auf einen Namen einigen, für verfassungswidrig.
- 1991: Der vor irakischen Invasionstruppen geflohene Emir von Kuwait, Dschabir al-Ahmad al-Dschabir as-Sabah, kehrt nach dem Zweiten Golfkrieg aus seinem Exil in Saudi-Arabien in sein Land zurück.
- 1993: Bei einer Volksabstimmung entscheidet sich das Volk Andorras für die Annahme einer neuen demokratischen Verfassung. Die Verfassung, die das seit 1278 bestehende Feudalsystem abschafft und unter anderem die Gewaltentrennung einführt, tritt am 4. Mai in Kraft.

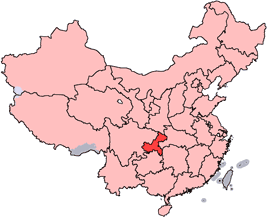
1997: Lage von Chongqing in China

- 1997: Chongqing wird der chinesischen Regierung direkt unterstellt. Ihrer Ausdehnung nach ist sie fortan die flächenmäßig größte Stadt der Welt.

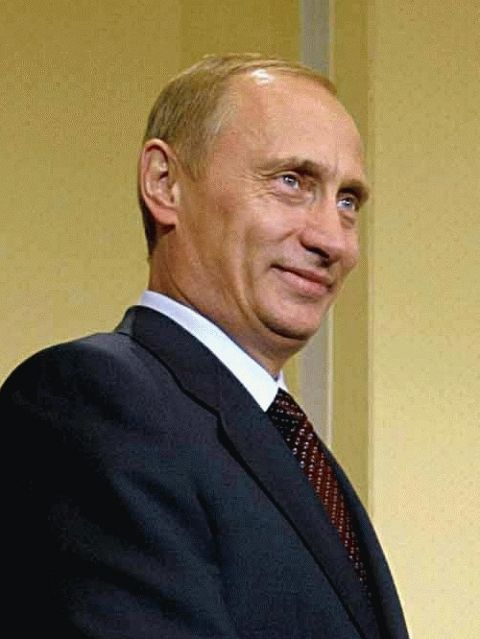
2004: Wladimir Putin

- 2004: Bei den Präsidentschaftswahlen in Russland wird der Amtsinhaber Wladimir Putin mit über 70 % der Stimmen wiedergewählt. Die Organisation für Sicherheit und Zusammenarbeit in Europa bezeichnet die Wahlen als nur bedingt demokratisch.
- 2004: Bei den Parlamentswahlen in Spanien verliert die regierende Partido Popular unter José María Aznar wegen des Umgangs der Regierung mit den Madrider Zuganschlägen von vor drei Tagen die Mehrheit. Wahlsiegerin ist die Partido Socialista Obrero Español unter José Luis Rodríguez Zapatero.
- 2005: Taiwan-Konflikt: Im Rahmen ihrer Ein-China-Politik verabschiedet die Volksrepublik China das Anti-Abspaltungsgesetz, das der – nach chinesischer Sichtweise – abtrünnigen Provinz Taiwan mit militärischen Mitteln droht, sollte sie weitere formelle Unabhängigkeitsbestrebungen unternehmen.
- 2018: Die 24. Deutsche Bundesregierung seit September 1949 steht. Der Bundestag wählt mit der Stimmenmehrheit von CDU/CSU und SPD Angela Merkel zum vierten Mal zur Bundeskanzlerin.

### Wirtschaft

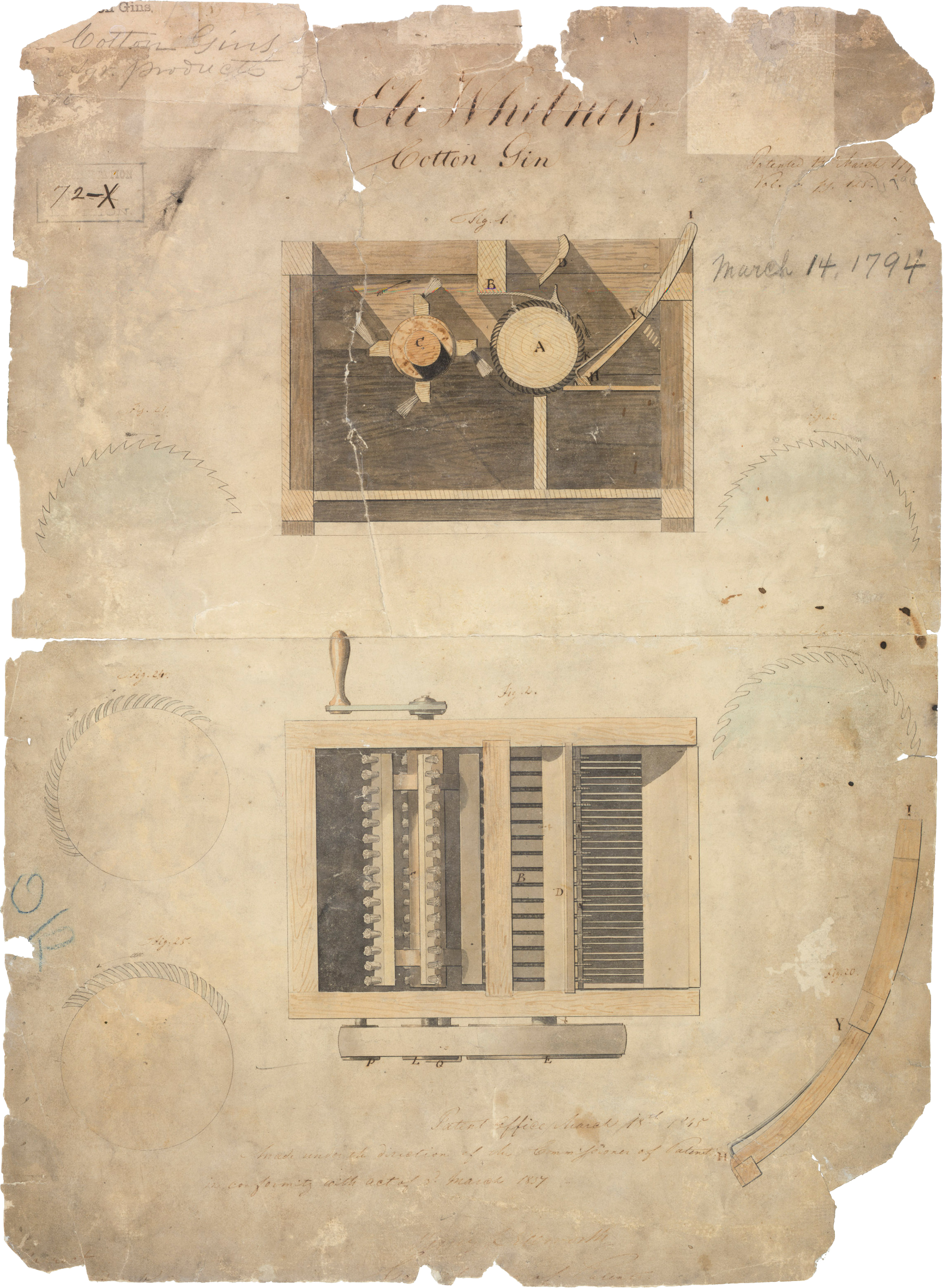
1794: Patent für Cotton Gin

- 1794: Eli Whitney erhält in den USA das Patent auf die von ihm erfundene Egreniermaschine zur Entkörnung von Baumwolle. Damit wird der großflächige Anbau der Pflanze in den Südstaaten lukrativ. Für das Abernten werden Sklaven benötigt und eingesetzt.
- 1857: Mit der Kopenhagener Konvention wird der Sundzoll, eine Haupteinnahmequelle Dänemarks über mehr als vier Jahrhunderte, gegen eine Geldentschädigung abgeschafft.
- 1875: Im Deutschen Reich wird das Bankgesetz verabschiedet, das unter anderem die Schaffung der Reichsbank ab 1. Januar 1876 vorsieht.
- 1907: An der New York Stock Exchange kommt es zu Aktienverkäufen, die sich im Dow Jones-Index mit einem Minus von 8,29 Prozent niederschlagen. Die Verunsicherung der Anleger mündet im Herbst in die Panik von 1907.
- 1908: Ein Handelsvertrag zwischen Österreich-Ungarn und Serbien wird in Wien unterzeichnet und beendet zumindest den im Rahmen der Bosnischen Annexionskrise entstandenen Handelskrieg.
- 1949: In ihrem Amtsblatt informiert die Deutsche Bundespost über die Gründung des Posttechnischen Zentralamts in Darmstadt. Die neue Behörde beeinflusst maßgeblich Entwicklungen im deutschen Postwesen, etwa die spätere Einführung von Postleitzahlen.
- 1968: Massive Goldkäufe durch Marktteilnehmer am London Bullion Market führen zur Aussetzung des Handels nach Tagesschluss. Die gekaufte Menge zwingt zum Antasten von Goldreserven. Währungsexperten der Zentralbanken beraten in Washington, D.C. an den beiden folgenden Tagen über die Auswirkungen.

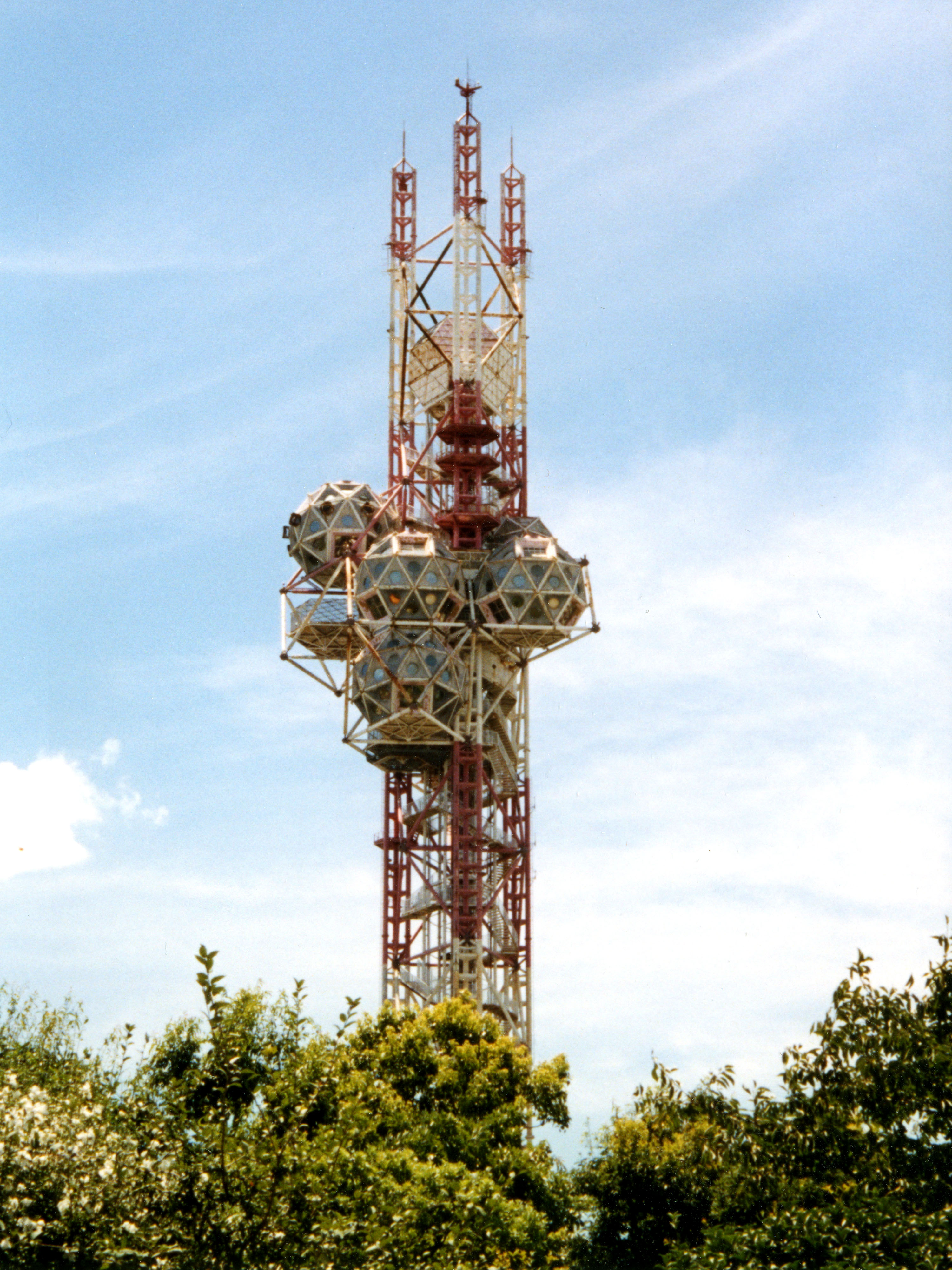
1970: Der Expo Tower

- 1970: Expo ’70, die erste Weltausstellung in Asien, wird in der Stadt Suita in Osaka vom japanischen Kaiser Hirohito unter dem Motto „Fortschritt und Harmonie“ eröffnet.
- 1996: Vier deutsche Handelsunternehmen geben ihre Fusion zur Metro AG bekannt, die zu verschiedenen Zeiten u. a.  Galeria Kaufhof, real, extra, Media Markt und Saturn umfassen wird.
- 2002: Die von Microsoft entwickelte Spielkonsole Xbox wird in Europa veröffentlicht.
- 2003: Der mautpflichtige Westerscheldetunnel wird eröffnet. Er ist der längste Straßentunnel der Niederlande.

### Wissenschaft und Technik
- 1784: Im Virgo-Galaxienhaufen findet Wilhelm Herschel eine Balkenspiralgalaxie im Sternbild Haar der Berenike. Sie wird später als NGC 4394 katalogisiert.

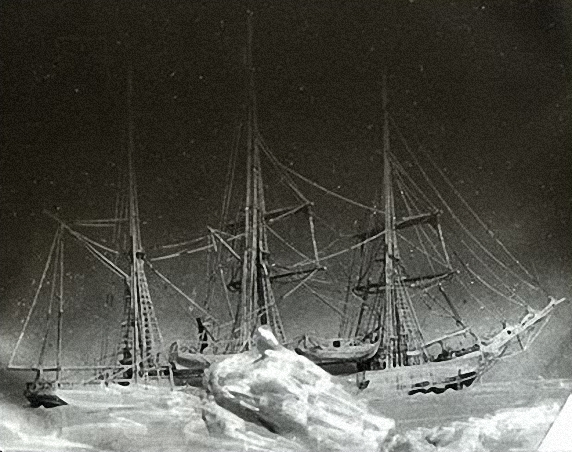
1899: Die Belgica im Packeis

- 1899: Nach 377 Tagen im Packeis kann das belgische Forschungsschiff Belgica unter Adrien de Gerlache de Gomery erstmals wieder aus eigener Kraft die Belgica-Expedition in der Antarktis fortsetzen.
- 1946: Der Wiederaufbau der von der deutschen Wehrmacht im Zweiten Weltkrieg gesprengten Alten Brücke in Heidelberg beginnt.
- 1950: Der Rover Jet 1 absolviert seine ersten Fahrten. Es handelt sich um das weltweit erste Rennauto mit Gasturbinenantrieb.

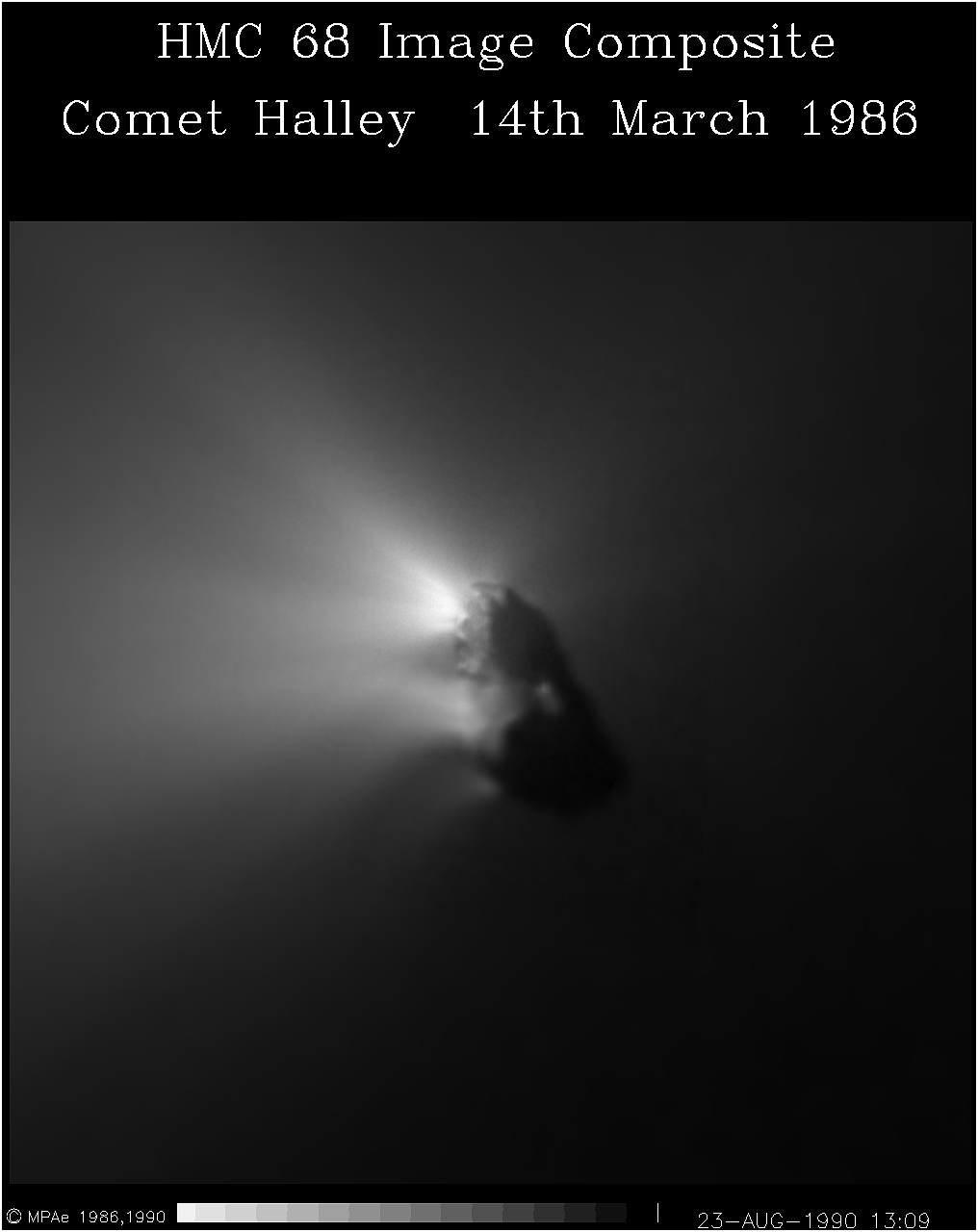
1986: Giottos Aufnahme des Halleyschen Kometen

- 1986: Die ESA-Raumsonde Giotto passiert in knapp 600 km Abstand den Halleyschen Kometen.
- 1995: Norman Thagard wird als erster US-amerikanischer Astronaut an Bord eines russischen Raumschiffs mit der Mission Sojus TM-21 zur Raumstation Mir mitgenommen.
- 2002: Der Ältestenrat des Deutschen Bundestages entscheidet, dass zukünftig Linux als Server-Betriebssystem im elektronischen Parlamentsbetrieb eingesetzt wird.
- 2016: Die Raumsonde ExoMars Trace Gas Orbiter, ein Gemeinschaftsprojekt der Europäischen Weltraumorganisation und der russischen Raumfahrtagentur Roskosmos, wird gestartet.

### Kultur
- 1787: Die Uraufführung der Oper Andromeda e Perseo von Michael Haydn findet in Salzburg statt.

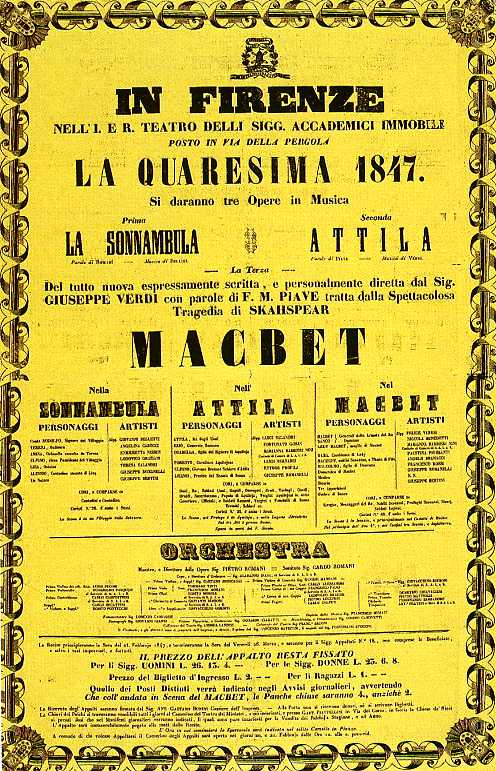
1847: Theaterzettel der Uraufführung

- 1847: Am Teatro della Pergola in Florenz hat Giuseppe Verdis Oper Macbeth ihre Uraufführung. Das Libretto von Francesco Maria Piave basiert auf der gleichnamigen Tragödie von William Shakespeare. Die Oper wird vom Publikum enthusiastisch aufgenommen, während die Kritik eher zurückhaltend reagiert und das Fehlen einer Liebesszene bemängelt.
- 1864: Die Petite Messe solennelle von Gioachino Rossini wird in Paris zur Einweihung der Privatkapelle eines mit dem Komponisten befreundeten Adeligen uraufgeführt.

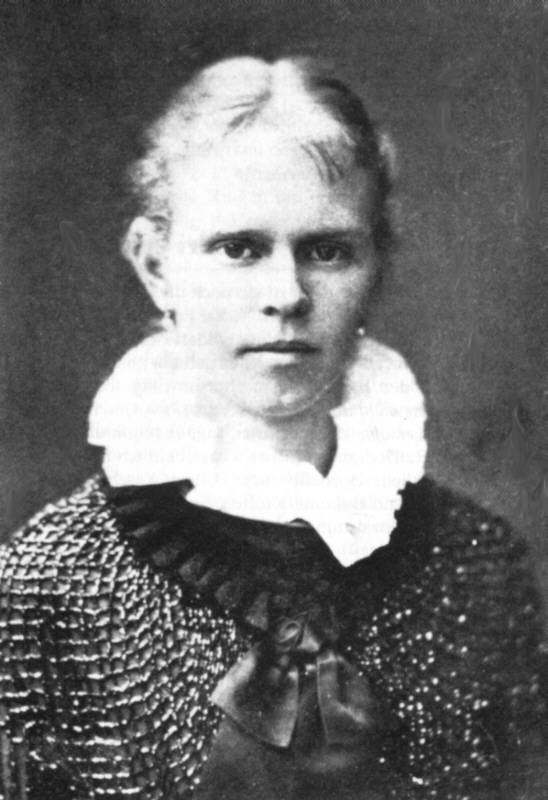
1889: Siri von Essen

- 1889: Das Trauerspiel Fräulein Julie von August Strindberg wird in Kopenhagen uraufgeführt. Strindbergs Ehefrau Siri von Essen spielt die Titelrolle.
- 1944: Die in der Emigration entstandene Komödie Jacobowsky und der Oberst wird von Franz Werfel am Martin Beck Theatre in New York City in einer englischen Fassung uraufgeführt.
- 1973: In den USA startet der Musicalfilm Lost Horizon (deutsch: Der verlorene Horizont), der zu den größten Flops der Kino-Geschichte zählt.
- 1982: In der Radio City Hall von Anaheim spielen Metallica ihr erstes Konzert.

### Religion
- 1319: Mit der Bulle Ad ea ex quibus cultus erteilt Papst Johannes XXII. die Erlaubnis zur Gründung des portugiesischen Ordens der Christusritter. Die Besitzungen des Templerordens sollen an den neuen Orden übergeben werden.

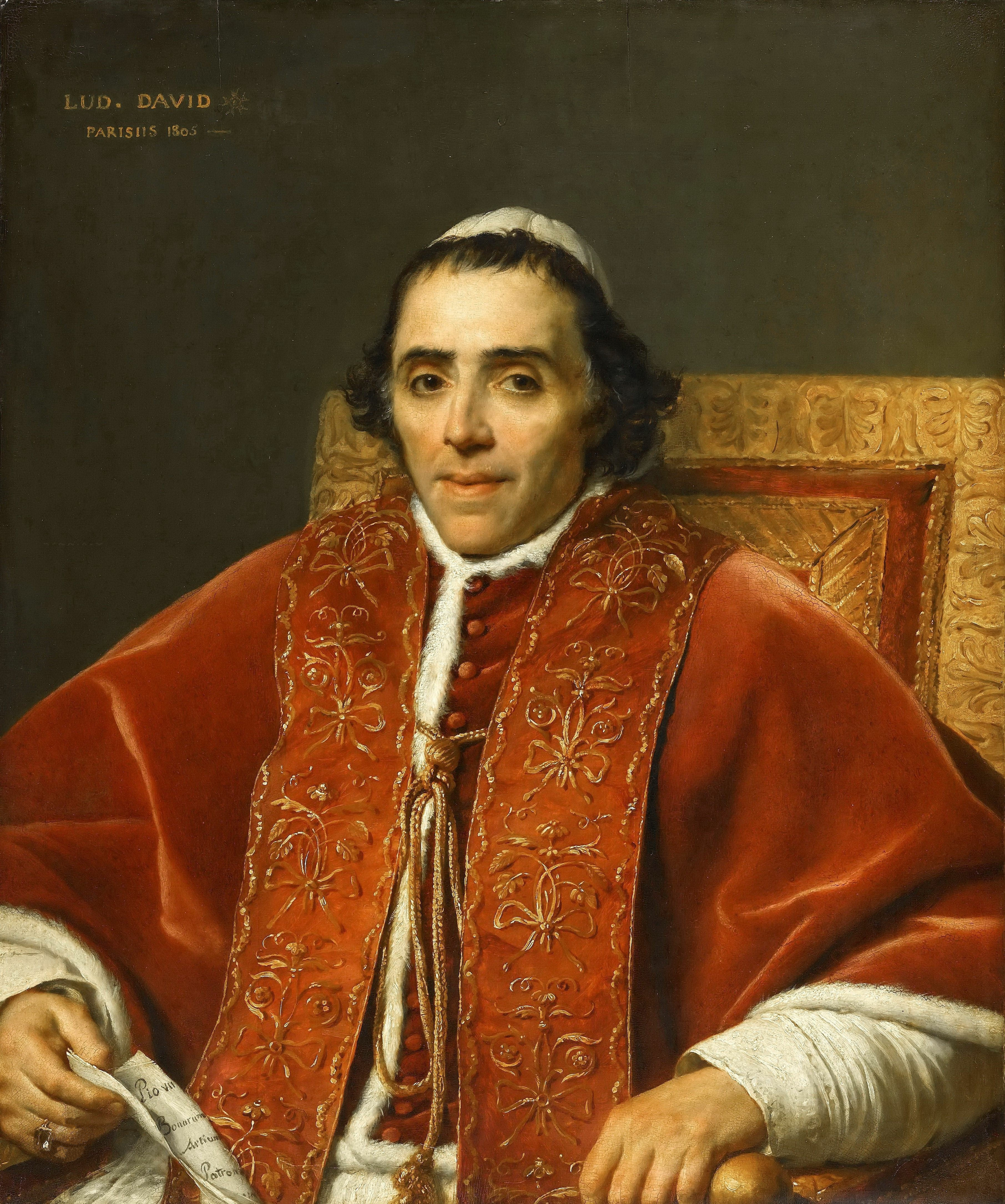
1800: Papst Pius VII.

- 1800: Mit der Unterstützung des einflussreichen Kardinals Ercole Consalvi wird Giorgio Barnaba Luigi Chiaramonti nach mehrmonatigem Konklave in Venedig zum Papst gewählt und nimmt den Namen Pius VII. an.

### Katastrophen

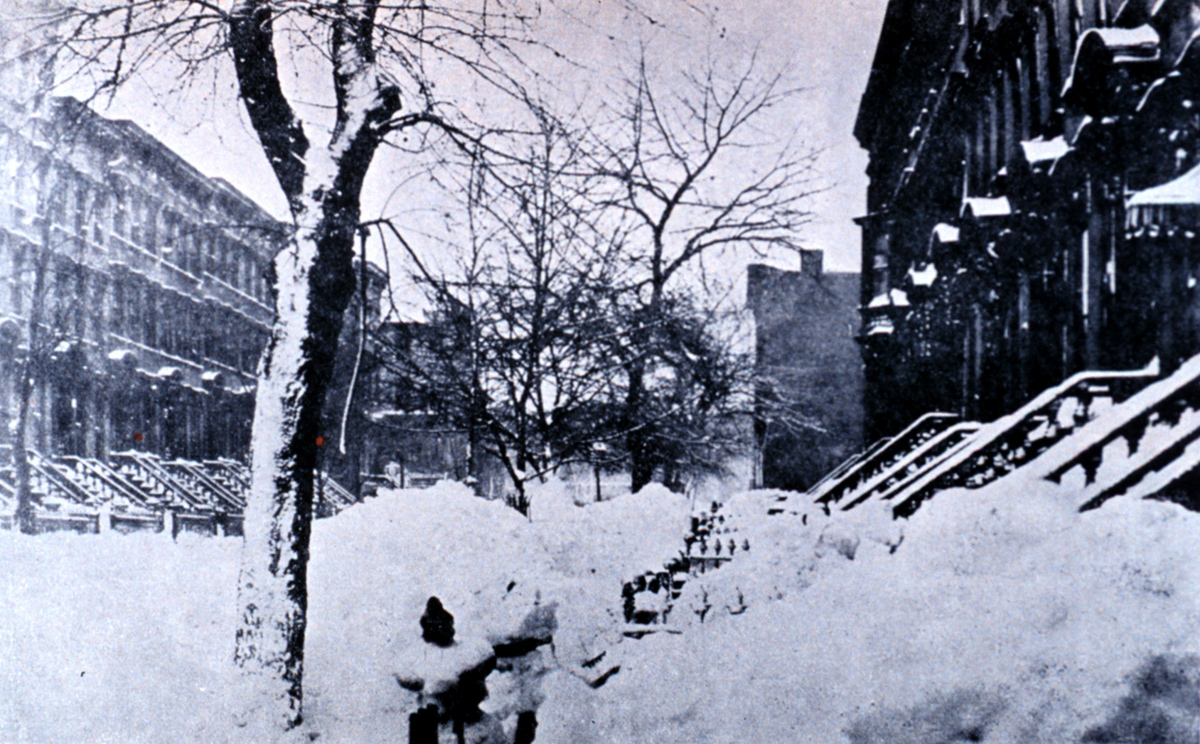
1888: Brooklyn nach dem Großen Schneesturm

- 1888: Am Ende des drei Tage dauernden Großen Schneesturms an der Ostküste der USA werden rund 400 Tote gezählt.

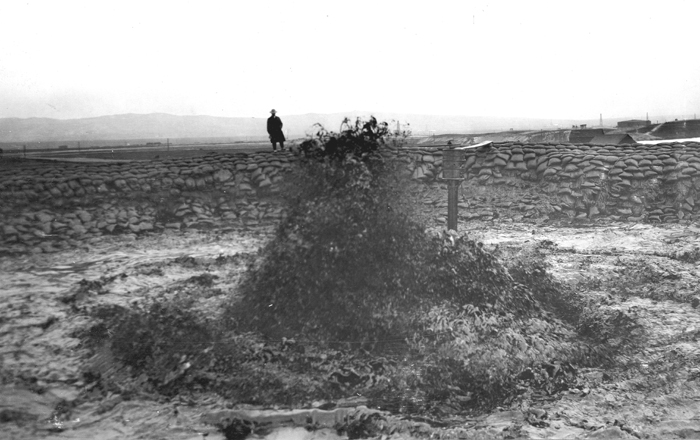
1910: Lakeview Gusher

- 1910: In dem von der Lakeview Oil Company in Kalifornien begonnenen Bohrloch Lakeview Number One kommt es zu einem Blowout. Beim sogenannten Lakeview Gusher strömen in den folgenden 1½ Jahren rund 1.400.000 m³ Erdöl aus, ehe der Ausbruch unter Kontrolle gebracht werden kann.
- 1951: Ein Erdbeben der Stärke 5,2 auf der Richterskala bei Euskirchen verursacht Millionenschäden unter anderem in der Altstadt. 11 Personen werden verletzt.
- 1972: Eine Caravelle der Sterling Airways Aerospatiale stürzt über Al Fujayrah in den Vereinigten Arabischen Emiraten ab. Alle 112 Menschen an Bord sterben.

Kleinere Unglücksfälle sind in den Unterartikeln von Katastrophe und in der Liste von Katastrophen aufgeführt.

### Sport

1898: Logo Young Boys Bern

- 1898: Berner Gymnasiasten gründen den Fußballclub BSC Young Boys in Bern.

Einträge von Leichtathletik-Weltrekorden befinden sich unter der jeweiligen Disziplin unter Leichtathletik.

## Geboren

### Vor dem 18. Jahrhundert
- 1271: Stephan I., Herzog von Niederbayern
- 1415: Wilhelm II., Graf von Henneberg-Schleusingen
- 1473: Graf Reinhard IV. von Hanau-Münzenberg, Mitregent der Grafschaft Hanau-Münzenberg
- 1478: Anastasia von Brandenburg, Gräfin von Henneberg
- 1481: Margarete Peutinger, Augsburger Humanistin und Numismatikerin
- 1489: Niccolò Massa, italienischer Arzt und Anatom
- 1519: Eustachius von Knobelsdorff, deutscher neulateinischer Lyriker und Epiker
- 1523: Helena Magenbuch, deutsche Botanikerin und Apothekerin
- 1610: Simon Ludwig zur Lippe, Graf zu Lippe
- 1621: Hildebrand Christoph von Hardenberg, Stammvater des niedersächsischen Adelsgeschlechtes von Hardenberg
- 1638: Fitz-John Winthrop, englischer Kolonialbeamter, Gouverneur der Colony of Connecticut
- 1639: Jacob Ferdinand Voet, flämischer Porträtmaler (Taufdatum)
- 1641: Hyeonjong, König von Joseon (Korea)
- 1652: Benedicta Henriette von der Pfalz, Herzogin von Braunschweig-Calenberg
- 1665: Philipp Christoph von Königsmarck, hannoverscher Offizier und Hofkavalier
- 1674: Johann Anderson, deutscher Rechtsgelehrter, Politiker, Natur- und Sprachforscher
- 1682: Francesco Conti, italienischer Maler
- 1687: Johann Christian Schöttgen, deutscher Pädagoge, Historiker und Lexikograph

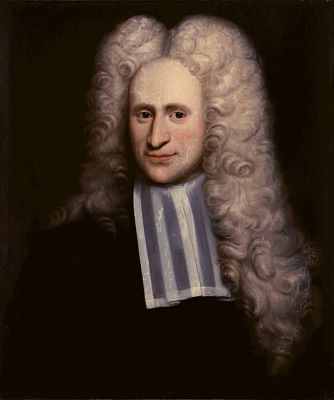
Pieter van Musschenbroek (* 1692)

- 1692: Pieter van Musschenbroek, niederländischer Naturwissenschaftler

### 18. Jahrhundert
- 1703: Johann Andreas Boden, deutscher Historiker und lutherischer Theologe
- 1707: Johan Ihre, schwedischer Sprachforscher
- 1709: Sten Carl Bielke, schwedischer Jurist, Mitbegründer der Königlich Schwedischen Akademie der Wissenschaften
- 1717: David Tschanz, Schweizer Pietist
- 1727: Johann Gottlieb Goldberg, deutscher Cembalist und Organist (Taufdatum)
- 1727: Adolph Friedrich Hamberger, deutscher Mediziner
- 1738: Fryderyk Józef Moszyński, polnisch-litauischer Offizier und Staatsmann
- 1745: Joseph Höß, deutscher Orgelbauer
- 1750: Samuel Gottlieb Vogel, deutscher Mediziner
- 1752: Josef Malinský, tschechischer Bildhauer und Schnitzer
- 1758: Jean René Moreaux, französischer General
- 1766: Joseph Hauber, deutscher Maler
- 1771: Józef Chłopicki, polnischer General
- 1773: John Holmes, US-amerikanischer Jurist und Politiker, Mitglied des Repräsentantenhauses, Senator
- 1782: Thomas Hart Benton, US-amerikanischer Politiker, Senator, Mitglied des Repräsentantenhauses
- 1785: August Wilhelm Francke, Oberbürgermeister von Magdeburg
- 1788: Josef Arnold der Ältere, österreichischer Maler
- 1788: Lulu von Thürheim, österreichische Malerin und Schriftstellerin
- 1789: Joseph Schlotthauer, deutscher Historienmaler
- 1790: Ludwig Emil Grimm, deutscher Maler und Grafiker, Illustrator der Grimmschen Märchen
- 1792: Friedrich Stapß, deutscher Attentäter
- 1795: Józef Bem, polnischer General
- 1796: Anton Haizinger, österreichischer Opernsänger (Tenor)
- 1797: Jacobus Ludovicus Conradus Schroeder van der Kolk, niederländischer Mediziner

### 19. Jahrhundert

#### 1801–1850
- 1801: Kristian Jaak Peterson, estnischer Dichter
- 1803: Joseph Misson, österreichischer Mundartdichter

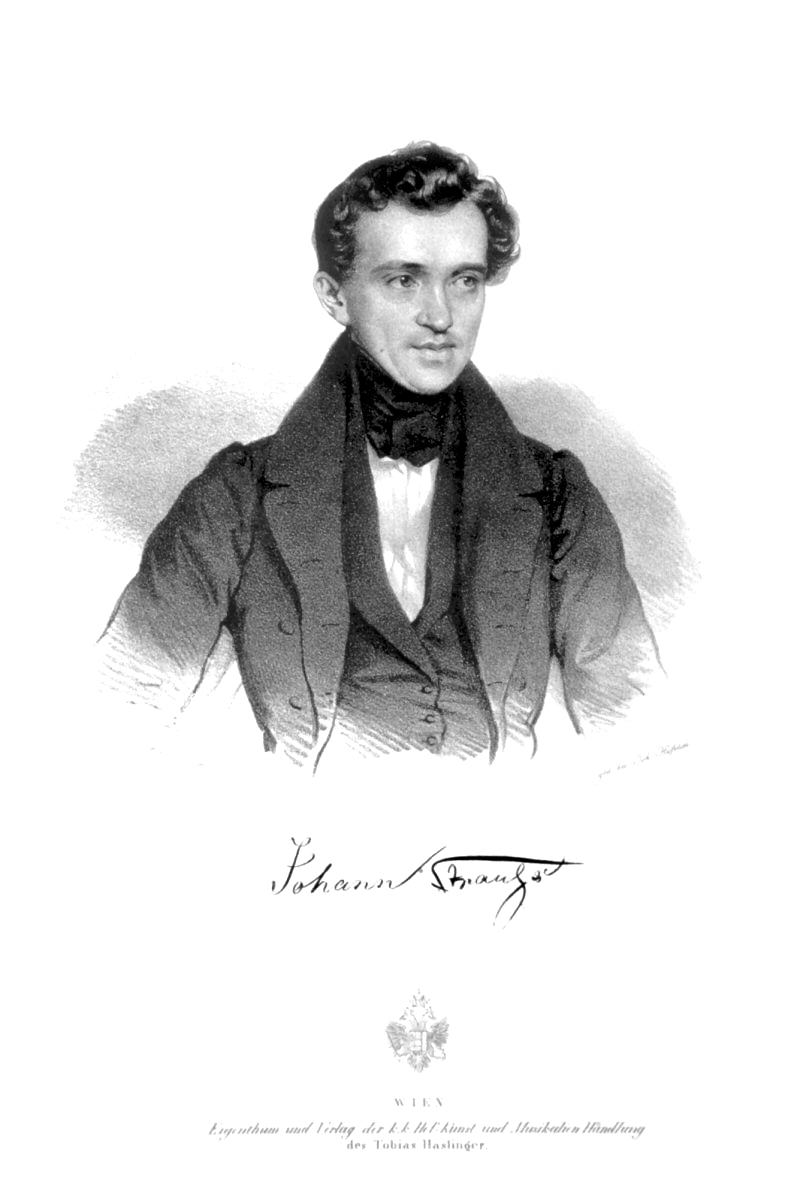
Johann Strauss (* 1804)

- 1804: Johann Strauss, österreichischer Komponist
- 1805: Eduard Clam-Gallas, österreichischer General
- 1805: August Soller, deutscher Architekt und preußischer Baubeamter
- 1807: Josephine von Leuchtenberg, Königin von Schweden und Norwegen
- 1808: Franz Seraphin Hölzl, österreichischer Komponist, Chorleiter und Kirchenmusiker
- 1810: Giovanni Antonio Vanoni, Schweizer Maler
- 1812: Karl Appel, deutscher Violinist und Komponist
- 1814: Ferdinand Konrad Bellermann, deutscher Landschaftsmaler
- 1815: Adolf Ellissen, deutscher Politiker und Literaturhistoriker, MdL, MdR
- 1815: Josephine Caroline Lang, deutsche Liedkomponistin und Sängerin
- 1816: Montgomery Dent Corse, US-amerikanischer General der Konföderierten im Sezessionskrieg
- 1819: Gustav Heerbrandt, deutsch-amerikanischer Unternehmer und Zeitungsherausgeber
- 1820: Viktor Emanuel II., König von Sardinien-Piemont und Italien
- 1822: Teresa Maria Cristina von Neapel-Sizilien, Prinzessin von Bourbon und Neapel-Sizilien
- 1824: John Robson, kanadischer Journalist und Politiker, Premierminister von British Columbia
- 1826: Joseph Brunner, österreichischer Maler und Graphiker
- 1830: August von Hergenhahn, deutscher Jurist, Verwaltungsbeamter und Politiker, Polizeipräsident von Frankfurt am Main, MdL
- 1834: Jules-Joseph Lefebvre, französischer Maler
- 1835: Giovanni Schiaparelli, italienischer Astronom
- 1836: Karl Heinrich Franz Stolze, deutscher Erfinder, Photograph, Stenograph und Schriftsteller
- 1837: Heinrich Thorbecke, deutscher Hochschullehrer und Arabist

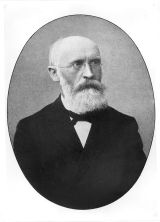
Wilhelm Wilmanns (* 1842)

- 1842: Wilhelm Wilmanns, deutscher Germanist
- 1843: Alfred Altherr, Schweizer Geistlicher und Schriftsteller
- 1843: Léon Gustave Dehon, französischer Geistlicher, Begründer der Herz-Jesu-Priester-Ordensgemeinschaft (Dehonianer)
- 1843: Umberto I., König von Italien
- 1845: August Bungert, deutscher Komponist
- 1846: Bertha von Brukenthal, österreichische Komponistin
- 1848: Albert Robida, französischer Schriftsteller und Karikaturist

#### 1851–1900
- 1851: Arthur Koppel, deutscher Kaufmann und Maschinenbau-Unternehmer
- 1852: Albert Nikolajewitsch Benois, russischer Maler
- 1853: Ferdinand Hodler, Schweizer Maler
- 1853: Else Sohn-Rethel, deutsche Malerin und Sängerin
- 1854: Robert Beltz, deutscher Prähistoriker
- 1854: Paul Ehrlich, deutscher Chemiker, Mediziner und Serologe, Nobelpreisträger

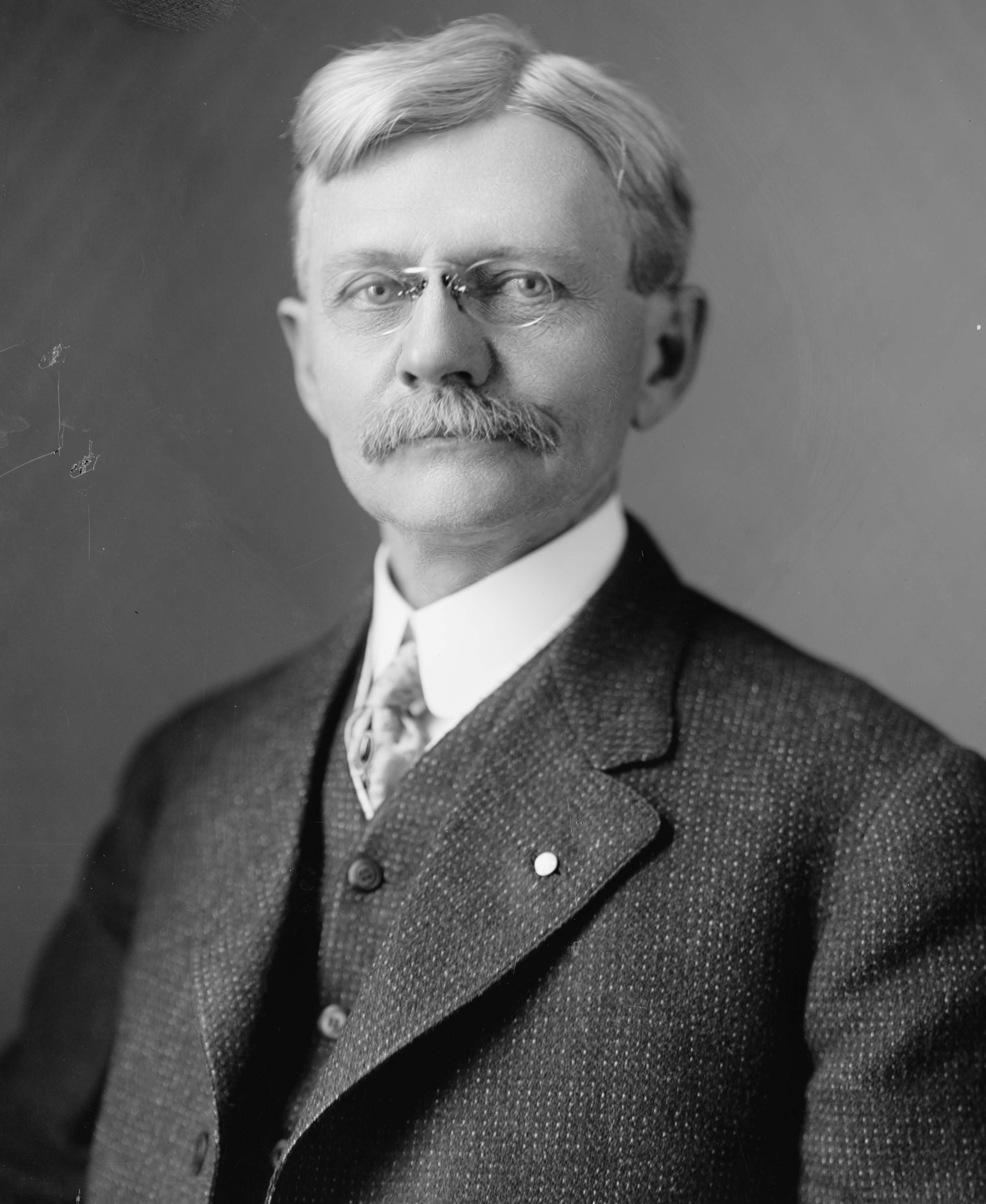
Thomas Riley Marshall (* 1854)

- 1854: Thomas Riley Marshall, US-amerikanischer Politiker, Gouverneur von Indiana, Vizepräsident
- 1856: Julius Petschek, böhmischer, nach 1918 tschechoslowakischer Großindustrieller und Bankier
- 1857: Alwin Gerisch, deutscher Politiker, Parteivorsitzender der SPD, MdR
- 1858: Arturo Berutti, argentinischer Komponist
- 1858: Edmund König, deutscher Pädagoge und Philosoph
- 1858: Eduard von Toll, russischer Natur- und Polarforscher
- 1859: Adolf Bertram, deutscher Geistlicher, Bischof von Hildesheim, Erzbischof von Breslau
- 1859: François Besson, Schweizer Landwirt und Politiker
- 1861: Michele Ceriana Mayneri, italienischer Politiker, Industrieller und Fußballspieler
- 1861: Rudolf Krauss, deutscher Germanist und Literaturhistoriker
- 1861: Everett Ellsworth Truette, US-amerikanischer Organist, Komponist, Musikverleger und Autor
- 1862: Emil Beurmann, Schweizer Schriftsteller, Dichter, Zeichner und Maler
- 1864: Alfred Redl, österreichischer Nachrichtenoffizier und Spion
- 1865: Maria Slavona, deutsche Malerin des Impressionismus
- 1868: Ascensión del Corazón de Jesús, spanische Ordensschwester und -gründerin
- 1869: Algernon Blackwood, britischer Schriftsteller
- 1869: Frederick Trump, deutsch-amerikanischer Unternehmer
- 1870: Andrés Delgado Pardo, venezolanischer Pianist, Komponist und Musikpädagoge
- 1871: Bernhard Winter, deutscher Maler
- 1871: Walter Stoeckel, deutscher Gynäkologe
- 1872: Oleksa Nowakiwskyj, ukrainischer Maler und Pädagoge
- 1874: Anna von Gierke, deutsche Sozialpädagogin und Politikerin
- 1875: Paul Ilg, Schweizer Schriftsteller
- 1876: Christian Frederik Beck, dänischer Maler
- 1876: Otto Röhm, deutscher Unternehmer
- 1877: Heinrich Mataja, österreichischer Rechtsanwalt und Politiker, Abgeordneter zum Nationalrat, Minister
- 1877: Hans Simmer, deutscher Pädagoge

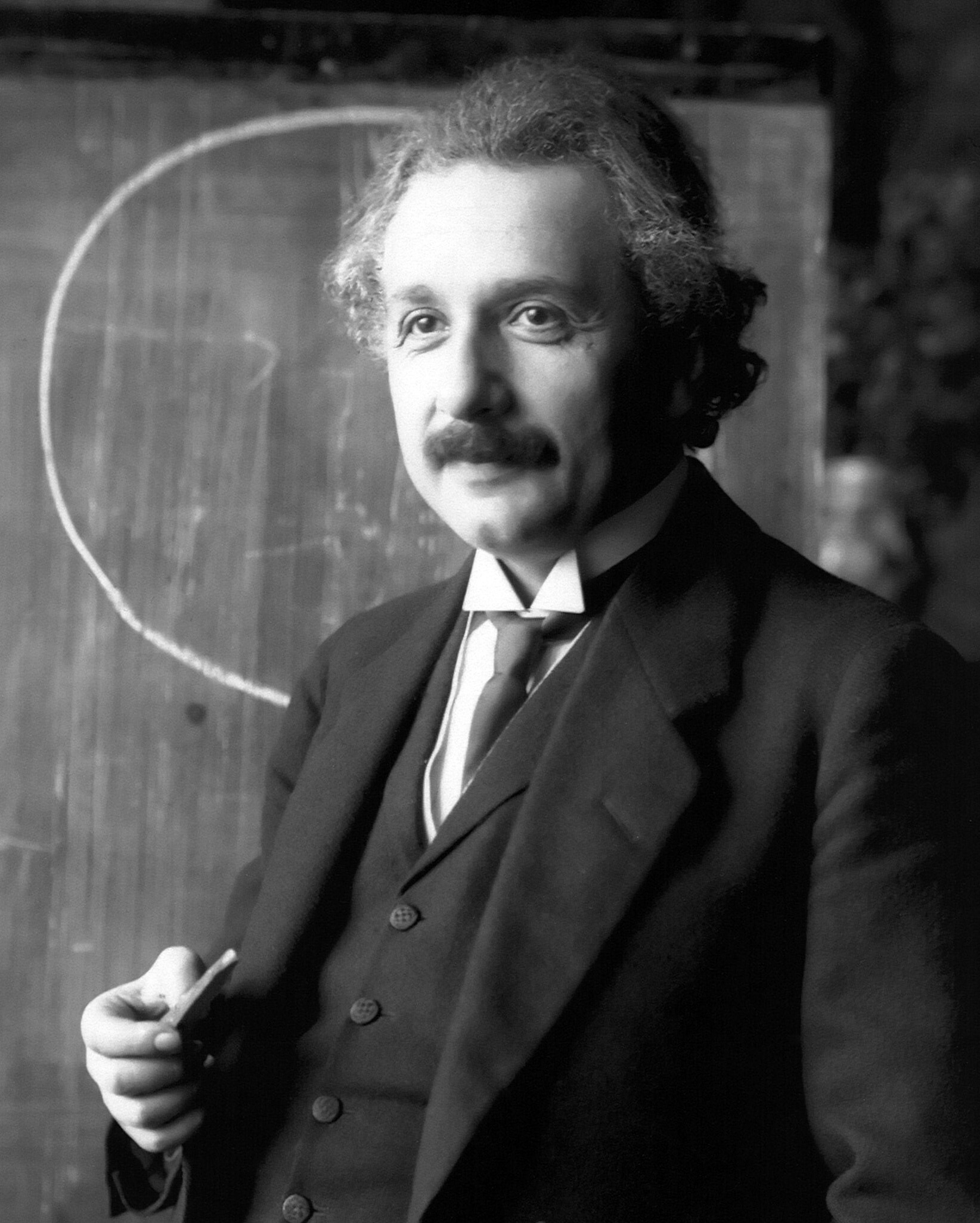
Albert Einstein (* 1879)

- 1879: Albert Einstein, deutscher Physiker, Nobelpreisträger
- 1879: Thành Thái, Kaiser von Vietnam
- 1881: Eduard Ludwig Alexander, deutscher Rechtsanwalt und Politiker, MdR, Opfer des Nationalsozialismus
- 1881: Paul Köttgen, deutscher Bodenkundler
- 1882: Wacław Sierpiński, polnischer Mathematiker
- 1884: Harald Hansen, dänischer Fußballspieler und -trainer
- 1885ː Emma Luzia Bähler, Schweizer Volkswirtin und Frauenrechtlerin
- 1886: Richard Gaettens, deutscher Numismatiker
- 1886: Firmin Lambot, belgischer Radrennfahrer
- 1886: Bernhard Salzmann, deutscher Politiker und Verwaltungsbeamter
- 1887: Julius Außenberg, österreichischer Filmproduzent, Filmkaufmann und Filmmanager

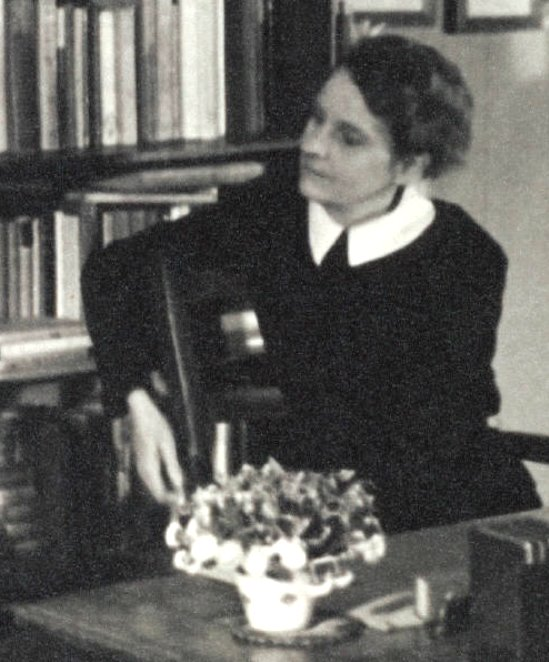
Sylvia Beach (* 1887)

- 1887: Sylvia Beach, US-amerikanische Buchhändlerin und Verlegerin
- 1887: Ernst Goll, österreichischer Dichter
- 1887: Leon Schiller, polnischer Theaterregisseur und -theoretiker
- 1888: Knud Ahlborn, deutsche Persönlichkeit der Jugendbewegung
- 1889: Annemarie von Jakimow-Kruse, deutsche Malerin
- 1890: Wilhelm Schmetz, deutscher Landschaftsmaler
- 1892: Alexander Abt, deutscher Nachrichtenoffizier
- 1892: Hans Freundt, deutscher Schauspieler, Hörfunkmoderator, -sprecher, -regisseur und Autor
- 1892: Charles Wheeler, britischer Bildhauer, Maler und Medailleur
- 1894: Hans Reiffenstuel, deutscher Maler
- 1894: Josef Schelb, deutscher Komponist, Pianist und Hochschulprofessor
- 1894: Alexander von Schelting, deutscher Soziologe
- 1896: Nora Calderwood, schottische Mathematikerin
- 1896: Walter Krause, deutscher Fußballspieler
- 1897: Anton Aschauer, deutscher Politiker und Widerstandskämpfer
- 1897: Hermann Winkhaus, deutscher Industrieller
- 1899: Ricardo Adolfo de la Guardia Arango, panamaischer Politiker, Minister, Staatspräsident
- 1900: Luise Holzapfel, deutsche Chemikerin

### 20. Jahrhundert

#### 1901–1925
- 1901: Sidney Atkinson, südafrikanischer Leichtathlet, Olympiasieger

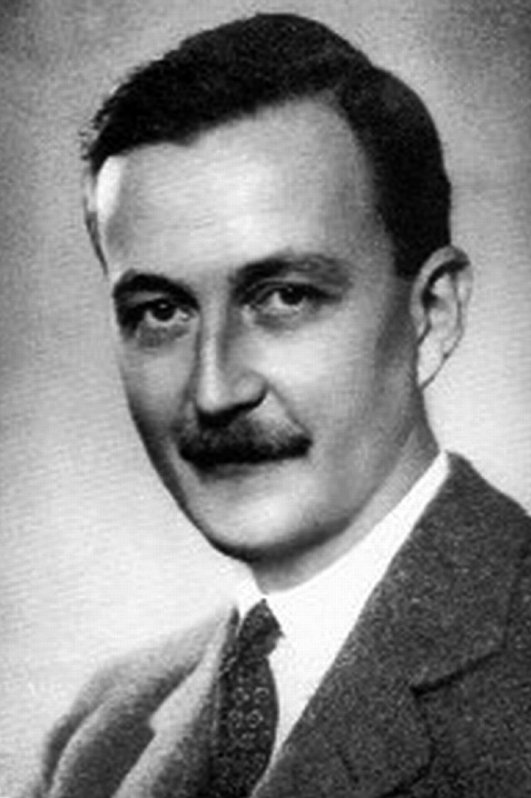
János Esterházy (* 1901)

- 1901: János Esterházy, ungarischer Politiker, Vertreter der ungarischen Minderheit in der Tschechoslowakei und der Ersten Slowakischen Republik
- 1902: Schterjo Atanassow, bulgarischer Politiker, Offizier und Militärhistoriker
- 1902: Franz Wilhelm Kieling, deutscher Verwaltungsjurist, Kommunalpolitiker und Schriftsteller
- 1902: Herbert Nette, deutscher Redakteur und Autor
- 1902: Josef Poncar, tschechischer Kapellmeister und Blasmusik-Komponist
- 1903: Adolph Gottlieb, US-amerikanischer Maler
- 1903: Mustafa Barzani, kurdischer Politiker, Führer der Kurdischen Demokratischen Partei
- 1903: Otto Friedrich Bollnow, deutscher Philosoph
- 1904: Armas Äikiä, finnischer Autor, Literat und Journalist
- 1904: Doris Eaton Travis, US-amerikanische Schauspielerin und Tänzerin
- 1905: Raymond Aron, französischer Philosoph und Soziologe
- 1905: Herbert Heinicke, deutscher Schachspieler
- 1905: Enn Võrk, estnischer Komponist und Chorleiter
- 1906: Rodolfo Biagi, argentinischer Tangomusiker
- 1906: Ulvi Cemal Erkin, türkischer Komponist

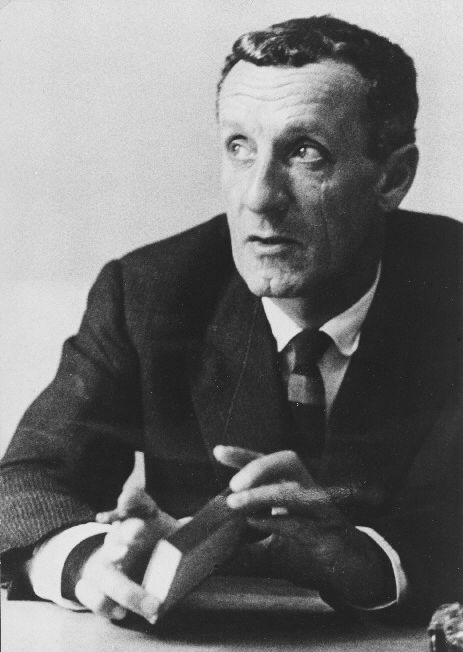
Maurice Merleau-Ponty (* 1908)

- 1908: Maurice Merleau-Ponty, französischer Philosoph
- 1908: Elvira Osirnig, Schweizer Skirennläuferin
- 1908: Nikolai Petrowitsch Rakow, russischer Komponist
- 1908: Gustav Zahnke, deutscher Schlosser, Widerstandskämpfer gegen den Nationalsozialismus
- 1910: Helmut Knochen, deutscher SS-Angehöriger, Befehlshaber der Sicherheitspolizei für das besetzte Frankreich, Kriegsverbrecher
- 1910: Ernst Schäfer, deutscher Zoologe
- 1910: Solveig Sundborg, dänische Schauspielerin
- 1911: Karl Neckermann, deutscher Leichtathlet, Europameister
- 1912: John Amery, britischer Faschist
- 1912: Les Brown, US-amerikanischer Big-Band-Leader
- 1912: Werner-Viktor Toeffling, deutscher Maler und Bühnenbildner
- 1913: Witold Rudziński, polnischer Komponist
- 1914: Sári Barabás, ungarisch-deutsche Opern- und Operettensängerin
- 1914: Robert Pete Williams, US-amerikanischer Bluesmusiker
- 1915: Alexander Brott, kanadischer Komponist, Dirigent, Violinist und Musikpädagoge
- 1915: Eunice Katunda, brasilianische Komponistin
- 1916: Ove Andersson, schwedischer Fußballspieler
- 1917: Gerhard Müller-Menckens, deutscher Architekt und Hochschullehrer

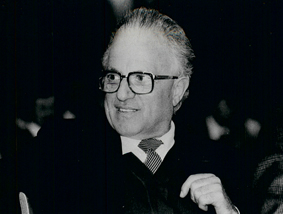
Alfons Benedikter (* 1918)

- 1918: Alfons Benedikter, italienischer Politiker, Vertreter des deutschsprachigen Bevölkerungsteils in Südtirol
- 1918: Vic Sears, US-amerikanischer American-Football-Spieler
- 1921: Karl Dietrich Adam, deutscher Paläontologe
- 1921: Waldemar Beck, deutscher Ruderer
- 1921: Ulrich Koch, deutscher Bratschist
- 1922: Eric Arnlind, schwedischer Schachspieler
- 1922: Les Baxter, US-amerikanischer Orchesterleiter und Arrangeur
- 1922: Milton Greene, US-amerikanischer Fotograf
- 1922: Anatoli Wassiljewitsch Solowjow, sowjetischer Schauspieler
- 1923: Diane Arbus, US-amerikanische Fotografin
- 1924: Jacques Antoine, französischer Fernseh- und Radiojournalist
- 1924: Georges Haddad, libanesischer Geistlicher, Erzbischof von Tyros
- 1925: Bert Even, deutscher Politiker, MdB, Präsident des Bundesverwaltungs- und des Bundesausgleichsamtes
- 1925: Kurt Ruchholz, deutscher Geologe und Hochschullehrer
- 1925: Bernhard Vossebein, deutscher Tischtennisspieler
- 1925: John Wain, englischer Dichter, Schriftsteller und Journalist

#### 1926–1950
- 1926: François Morel, kanadischer Komponist, Pianist und Dirigent
- 1927: Wilhelm Burgard, saarländischer Leichtathlet
- 1927: Wolfgang Grönebaum, deutscher Schauspieler
- 1928: Frank Borman, US-amerikanischer Astronaut
- 1928: Florentino P. Feliciano, philippinischer Richter am Obersten Gerichtshof der Philippinen und Mitglied des Appellate Body der WTO
- 1930: Irma Glicman Adelman, US-amerikanische Wirtschaftswissenschaftlerin und Hochschullehrerin
- 1930: Dieter Schnebel, deutscher Komponist
- 1930: Helga Feddersen, deutsche Schauspielerin
- 1930: Henk Angenent, niederländischer Fußballspieler
- 1930: Horst Gentzen, deutscher Schauspieler
- 1930: Jegor Wladimirowitsch Jakowlew, russischer Journalist und Schriftsteller
- 1931: Saïd Brahimi, algerisch-französischer Fußballspieler und -trainer
- 1933: Charlotte Schmidt, deutsche Leichtathletin
- 1933: Cornelius Weiss, deutscher Wissenschaftler und Politiker

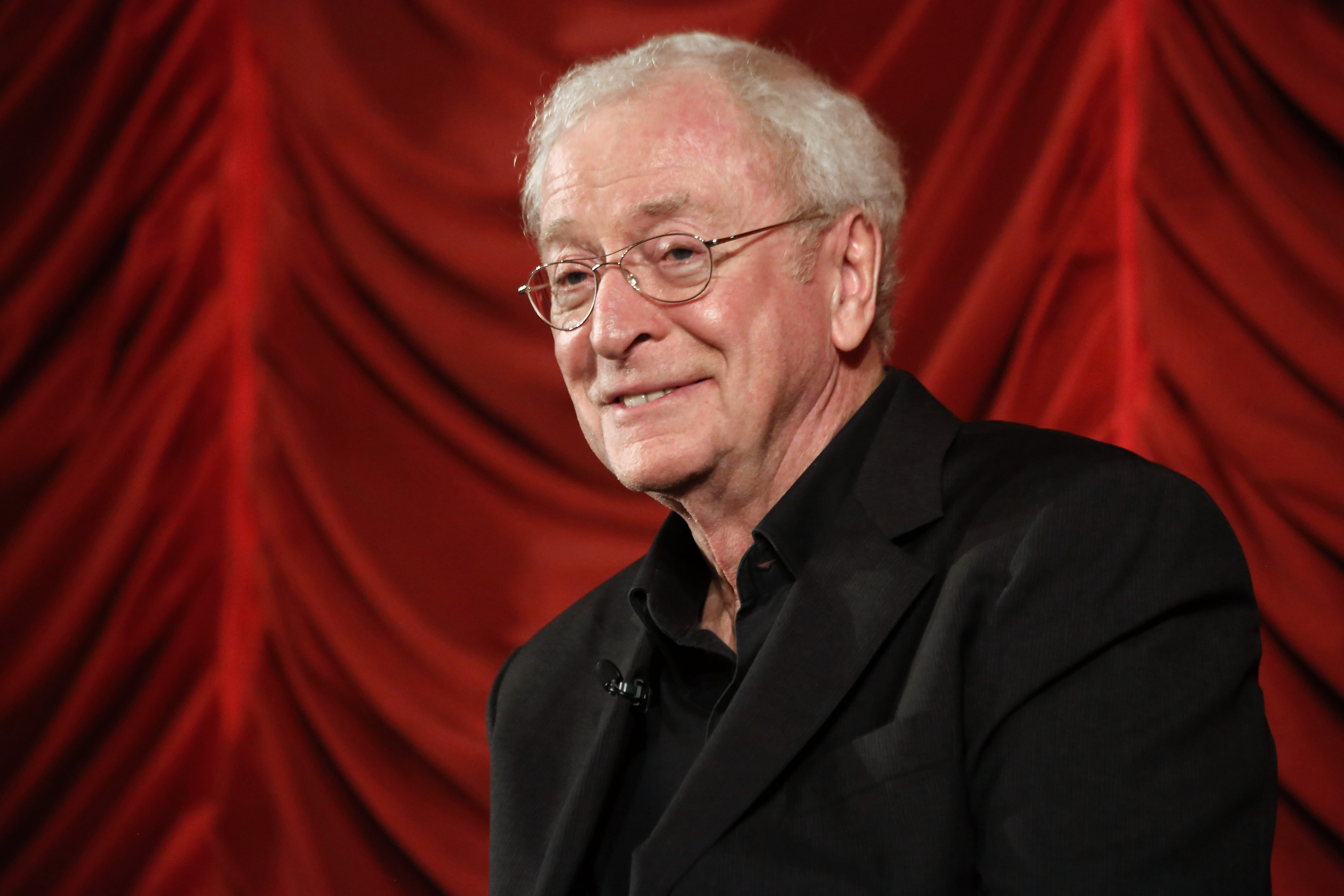
Michael Caine (* 1933)

- 1933: Michael Caine, britischer Schauspieler
- 1933: Quincy Jones, US-amerikanischer Musik-, Fernseh- und Filmproduzent
- 1933: René Felber, Schweizer Politiker
- 1933: Helmut Leherbauer, österreichischer Maler
- 1934: Dionigi Tettamanzi, italienischer Erzbischof und Kardinal
- 1934: Eugene Cernan, US-amerikanischer Astronaut
- 1934: Shirley Scott, US-amerikanische Jazzorganistin
- 1934: Volker von Törne, deutscher Lyriker und Schriftsteller
- 1935: Bärbel Mayer, deutsche Leichtathletin
- 1935: Jan van Nerijnen, niederländischer Komponist und Dirigent
- 1935: Jo van den Booren, niederländischer Komponist und Musiker
- 1937: Jerzy Adamski, polnischer Federgewicht-Boxer
- 1937: Nadka Karadschowa, bulgarische Folklore-Sängerin
- 1937: Igor Alexandrowitsch Menjailow, russischer Vulkanologe
- 1937: Dieter Spoerry, Schweizer Automobilrennfahrer
- 1937: Paul Tholey, deutscher Psychologe
- 1938: Anar, aserbaidschanischer Schriftsteller
- 1938: Pierluigi Angeli, italienischer Politiker
- 1938: Friedrich-Wilhelm Lübbe, deutscher Brigadegeneral der Luftwaffe der Bundeswehr
- 1938: Glauber Rocha, brasilianischer Filmregisseur
- 1938: Günter Harder, deutscher Mathematiker
- 1938: Takehisa Kosugi, japanischer Geiger, Komponist, Klang-, Multimedia- und Installationskünstler
- 1938: Angus MacLise, US-amerikanischer Schlagzeuger, Komponist, Dichter und bildender Künstler
- 1938: Karl Schnabel, deutscher Politiker, MdL
- 1939: Yves Boisset, französischer Regisseur und Drehbuchautor
- 1939: Wulf-Dieter Geyer, deutscher Mathematiker
- 1939: Keiji Nakazawa, japanischer Comiczeichner
- 1939: Hildegard Temporini-Gräfin Vitzthum, deutsche Althistorikerin
- 1940: Adolf Dallapozza, österreichischer Opern-, Operetten- und Musicalsänger
- 1940: Hans-Olaf Henkel, Präsident des Bundesverbandes der Deutschen Industrie BDI
- 1940: Julian Hunte, Präsident der 58. UN-Generalversammlung
- 1940: Armin A. Steinkamm, Rechtswissenschaftler
- 1941: Gerhard Botz, österreichischer Historiker
- 1941: Jürgen Knieper, deutscher Komponist von Filmmusik

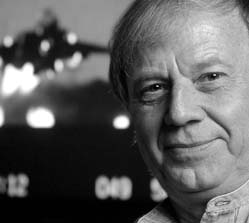
Wolfgang Petersen (* 1941)

- 1941: Wolfgang Petersen, deutscher Filmregisseur und Produzent
- 1942: Suzanne Cory, australische Molekularbiologin und Immunogenetikerin
- 1942: Klaus Schamberger, fränkischer Humorist, Journalist und Schriftsteller
- 1942: Rita Tushingham, britische Schauspielerin
- 1943: Brigitt Petry, deutsche Sängerin und Komponistin
- 1943: Marie Hüllenkremer, deutsche Journalistin und Politikerin
- 1944: Alan Stephen Hopes, römisch-katholischer Bischof in Großbritannien
- 1944: Peter-Paul Zahl, deutscher Schriftsteller
- 1945: Berko Acker, deutscher Film- und Theaterschauspieler
- 1945: Werner Andler, deutscher Kinderarzt
- 1945: Komaki Kurihara, japanische Schauspielerin
- 1945: Marcel Muggensturm, Stabsoffizier der Schweizer Armee
- 1945: Michael Martin Murphey, US-amerikanischer Countrysänger und Songwriter

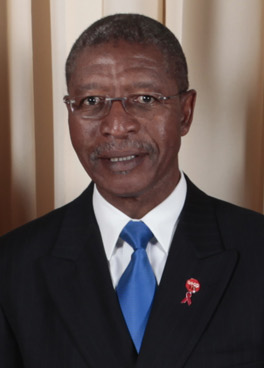
Bethuel Pakalitha Mosisili (* 1945)

- 1945: Bethuel Pakalitha Mosisili, lesothischer Politiker
- 1945: Herman van Veen, niederländischer Liedermacher und Schauspieler
- 1946: Zygmunt Anczok, polnischer Fußballspieler
- 1946: Álvaro Arzú Irigoyen, guatemaltekischer Politiker
- 1946: Mieke Bal, niederländische Literaturwissenschaftlerin und Kunsthistorikerin
- 1946: Gianni Bella, italienischer Sänger
- 1946: Pál Rózsa, ungarischer Komponist
- 1946: Leonti Pawlowitsch Schewzow, General in der Sowjetunion und Russland
- 1946: Wes Unseld, US-amerikanischer Basketballspieler
- 1947: Jona Lewie, britischer Popsänger, Songwriter und Multiinstrumentalist
- 1948: Billy Crystal, US-amerikanischer Komiker, Schauspieler und Regisseur
- 1948: Bernd Stange, deutscher Fußballtrainer
- 1948: Hans Georg Faust, deutscher Politiker, MdB
- 1948: Jochen Schimmang, deutscher Schriftsteller
- 1949: Dennis Báthory-Kitsz, US-amerikanischer Komponist
- 1949: Bernd Brunn, deutscher Jurist
- 1949ː Helle Meri, estnische Schauspielerin und First Lady
- 1949: Doris Ziegler, deutsche Malerin

#### 1951–1975
- 1951: Gottfried Ackermann, deutscher Violinist
- 1951: Otto Hünnerkopf, deutscher Politiker
- 1952: Martin E. Dempsey, General der US Army
- 1954: Daniel Nipkow: Schweizer Sportschütze
- 1955: Brigitte Bastgen, deutsche Nachrichtensprecherin
- 1955: Daniel Ricardo Bertoni, argentinischer Fußballspieler
- 1955: Margaret Jobson, jamaikanische Diplomatin
- 1956: Johannes Fiebag, deutscher Schriftsteller
- 1956: Peter Fischer, deutscher Sportfunktionär
- 1956: Tessa Sanderson, britische Speerwerferin, Olympiasiegerin
- 1957: Franco Frattini, italienischer Politiker und EU-Kommissar
- 1957: Kai Krause, deutscher Softwarepionier
- 1957: Claude Longchamp, Schweizer Politikwissenschaftler
- 1957: Pasquale Passarelli, deutscher Ringer
- 1957: Tad Williams, US-amerikanischer Autor

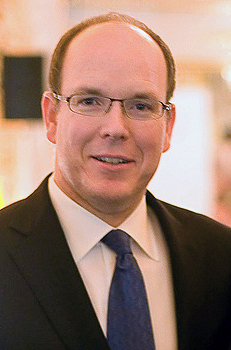
Albert II. (* 1958)

- 1958: Albert II., Fürst von Monaco
- 1958: Leonhard Stock, österreichischer Skirennläufer
- 1958: Reinhard Wolters, deutscher Althistoriker
- 1959: Tamara Tunie, US-amerikanische Schauspielerin
- 1960: George Horvath, schwedischer Moderner Fünfkämpfer
- 1960: Boris Pistorius, deutscher Politiker
- 1961: Joe Ascione, US-amerikanischer Jazz-Schlagzeuger
- 1961: Lutz Grosser, deutscher Handballtorwart
- 1961: Penny Johnson Jerald, US-amerikanische Schauspielerin
- 1962: Ruth Arnet, schweizerische Rechtswissenschaftlerin
- 1962: Harald Kohr, deutscher Fußballspieler und -trainer
- 1963: Mahiro Maeda, japanischer Regisseur, Animator und Charakterdesigner
- 1965: Laura Agront, puerto-ricanische Leichtathletin
- 1965: Ueli Bodenmann, Schweizer Ruderer
- 1965: Dirk Heinrichs, deutscher Schauspieler
- 1965: Aamir Khan, indischer Schauspieler
- 1965: Kiana Tom, US-amerikanische Schauspielerin
- 1966: Gary Anthony Williams, US-amerikanischer Schauspieler und Drehbuchautor, Produzent und Regisseur
- 1966: Olaf Wolkenhauer, deutscher Ingenieur, Regelungstechniker und Professor
- 1967: Ralf Brauksiepe, deutscher Politiker, MdB
- 1967: Michael Fincke, US-amerikanischer Astronaut
- 1968: Stefanie Anhalt, deutsche Journalistin und Hörfunkmoderatorin
- 1968: Gerd Audehm, deutscher Radfahrprofi
- 1968: Stephan Bieker, deutscher Schauspieler
- 1968: Olaf Henning, deutscher Schlagersänger

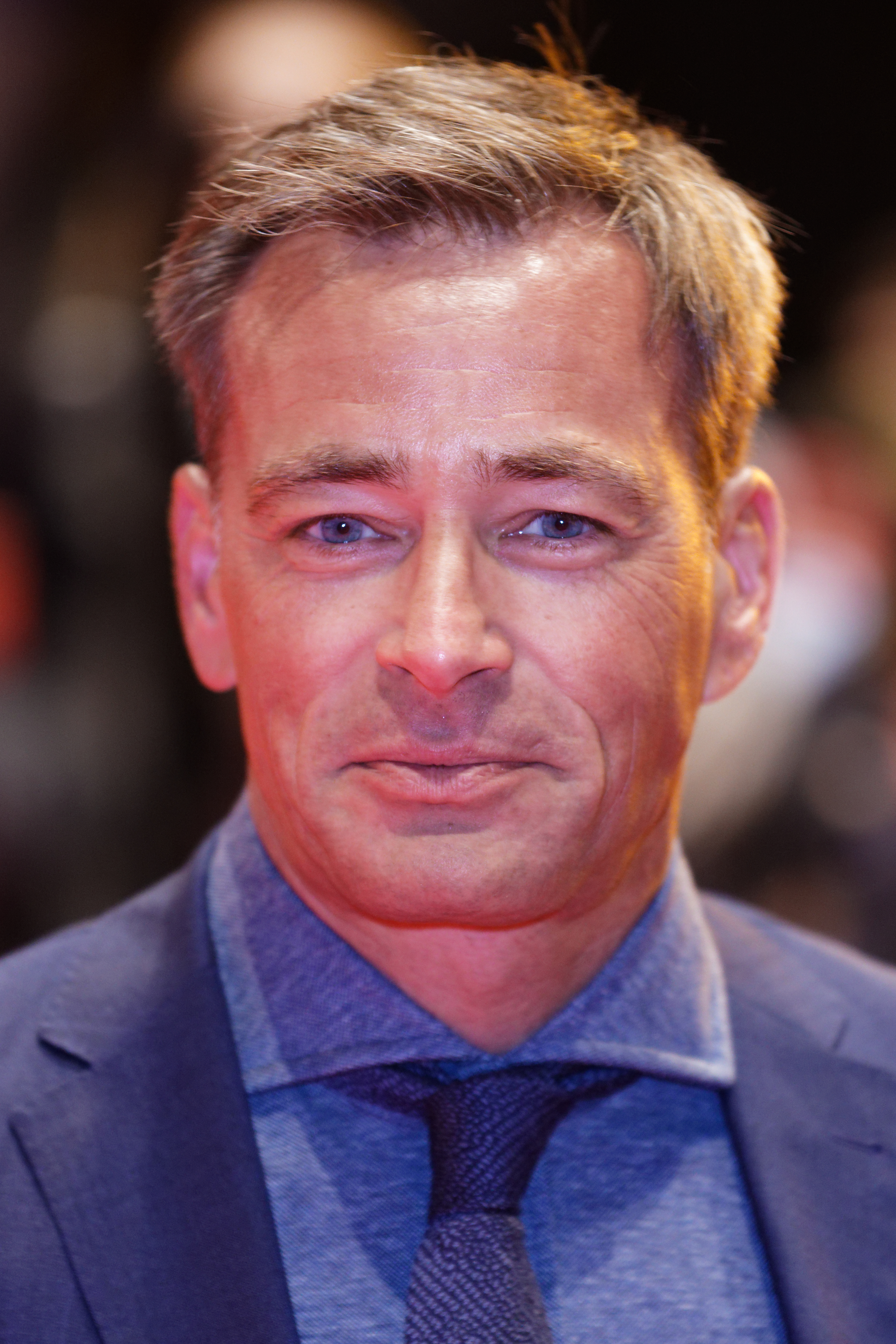
Jan Sosniok (* 1968)

- 1968: Jan Sosniok, deutscher Filmschauspieler
- 1969: Axel Hager, deutscher Volleyballspieler
- 1970: Júnior Baiano, brasilianischer Fußballspieler
- 1970: Mathias Klaschka, deutscher Drehbuchautor
- 1970: Andree Wiedener, deutscher Fußballspieler
- 1970: Thomas Fogdö, schwedischer Skirennläufer
- 1972: Jens Harzer, deutscher Schauspieler
- 1973: Betsy Brandt, US-amerikanische Schauspielerin
- 1973: Helmut Oblinger, österreichischer Wildwasser-Kanute
- 1973: Johannes Rosenstein, deutscher Dokumentarfilmer
- 1974: Ahmad Chalfan al-Ghailani, mutmaßliches al-Qaida-Mitglied
- 1974: Grace Park, kanadische Schauspielerin
- 1974: Barbara Sotelsek, österreichische Schauspielerin
- 1975: Fredrik Ericsson, schwedischer Bergsteiger und Extremskifahrer
- 1975: Johan Paulik, slowakischer Pornodarsteller

#### 1976–2000

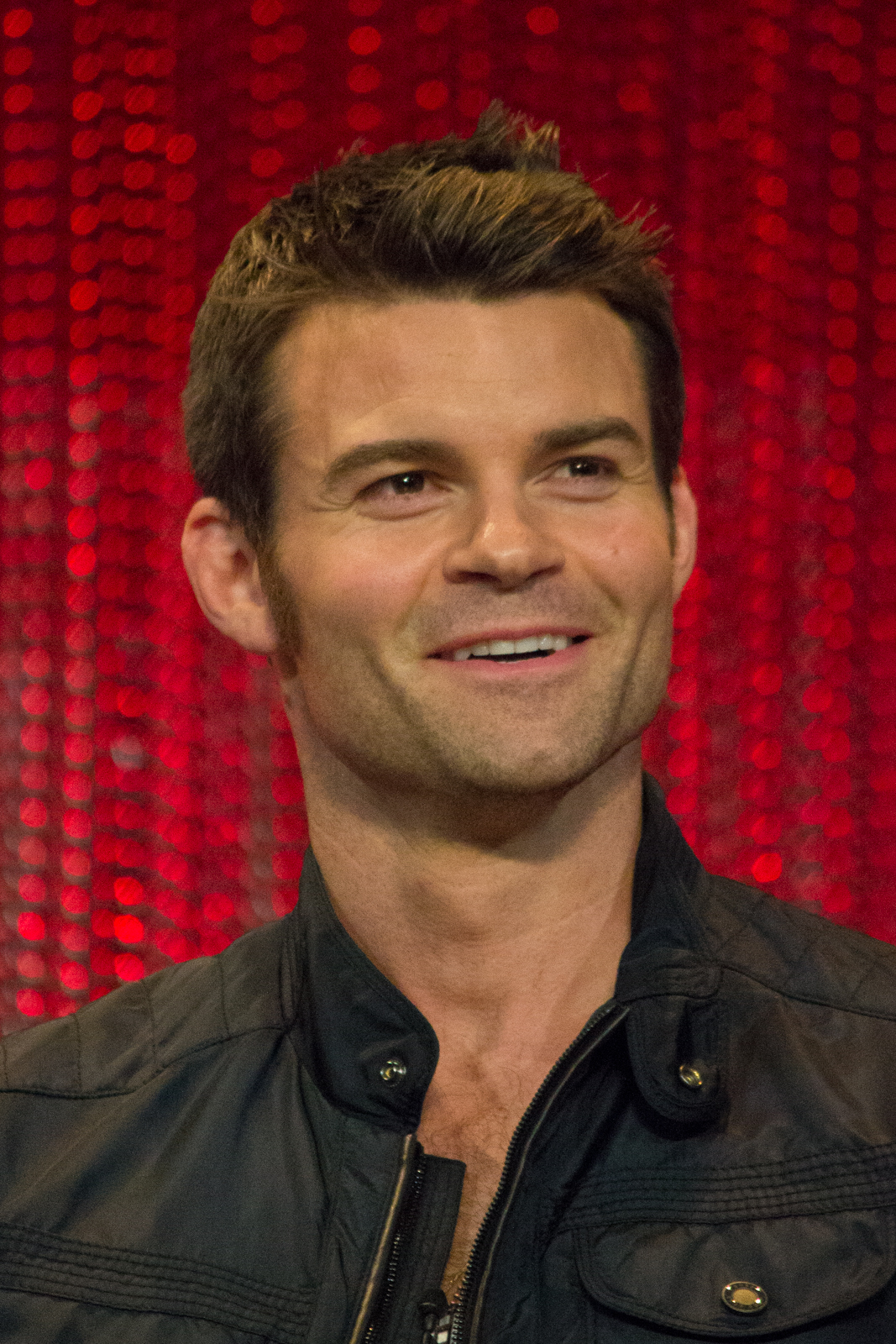
Daniel Gillies (* 1976)

- 1976: Daniel Gillies, kanadischer Schauspieler
- 1976: Jan-Olaf Immel, deutscher Handballspieler
- 1976: Sarah Ulmer, neuseeländische Radrennfahrerin
- 1976: Phil Vickery, englischer Rugbyspieler
- 1977: Zé António, portugiesischer Fußballspieler
- 1977: Matthew Booth, südafrikanischer Fußballspieler
- 1977: Samir Fuchs, deutscher Schauspieler und Synchronsprecher
- 1977: Kim Nam-il, südkoreanischer Fußballspieler
- 1977: Andrés Silvera, argentinischer Fußballspieler
- 1978: Carl Johan Bergman, schwedischer Biathlet
- 1978: Pieter van den Hoogenband, niederländischer Schwimmer
- 1979: Nicolas Anelka, französischer Fußballspieler
- 1979: Arsenio Cabungula, angolanischer Fußballspieler
- 1979: Chris Klein, US-amerikanischer Schauspieler

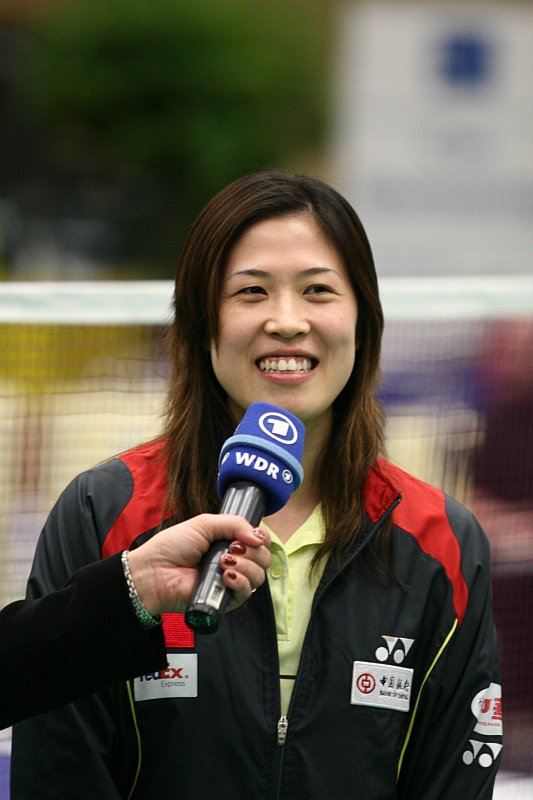
Gao Ling (* 1979)

- 1979: Gao Ling, chinesische Badmintonspielerin, Weltmeisterin und Olympiasiegerin
- 1979: Sead Ramović, bosnisch-herzegowinischer Fußballspieler
- 1980: Noémi Besedes, Schweizer Schauspielerin und Model
- 1980: Mercedes McNab, kanadische Schauspielerin
- 1981: Martina Eisenreich, deutsche Violinistin, Filmkomponistin und Musikproduzentin
- 1982: Annika Ernst, deutsche Schauspielerin
- 1982: Carlos Marinelli, argentinischer Fußballspieler
- 1982: Thomas Paulus, deutscher Profifußballspieler
- 1983: Baqtijar Artajew, kasachischer Boxer
- 1983: Alessandra Meyer-Wölden, deutsches Model
- 1984: Thomas Dagoneau, französischer Automobilrennfahrer
- 1984: Marcus Mann, deutscher Fußballspieler
- 1984: Lukas Mössner, österreichischer Fußballspieler
- 1985: Hasan Ali Acar, türkischer Fußballspieler
- 1985: Eva Angelina, US-amerikanische Pornodarstellerin und Model
- 1985: Hywel Lloyd, britischer Automobilrennfahrer
- 1986: Deamo Baguga, nauruischer Leichtathlet
- 1986: Jamie Bell, britischer Schauspieler
- 1986: Monika Reithofer, deutsche Schauspielerin
- 1988: Lautaro Acosta, argentinischer Fußballspieler
- 1988: Willem de Beer, südafrikanischer Leichtathlet

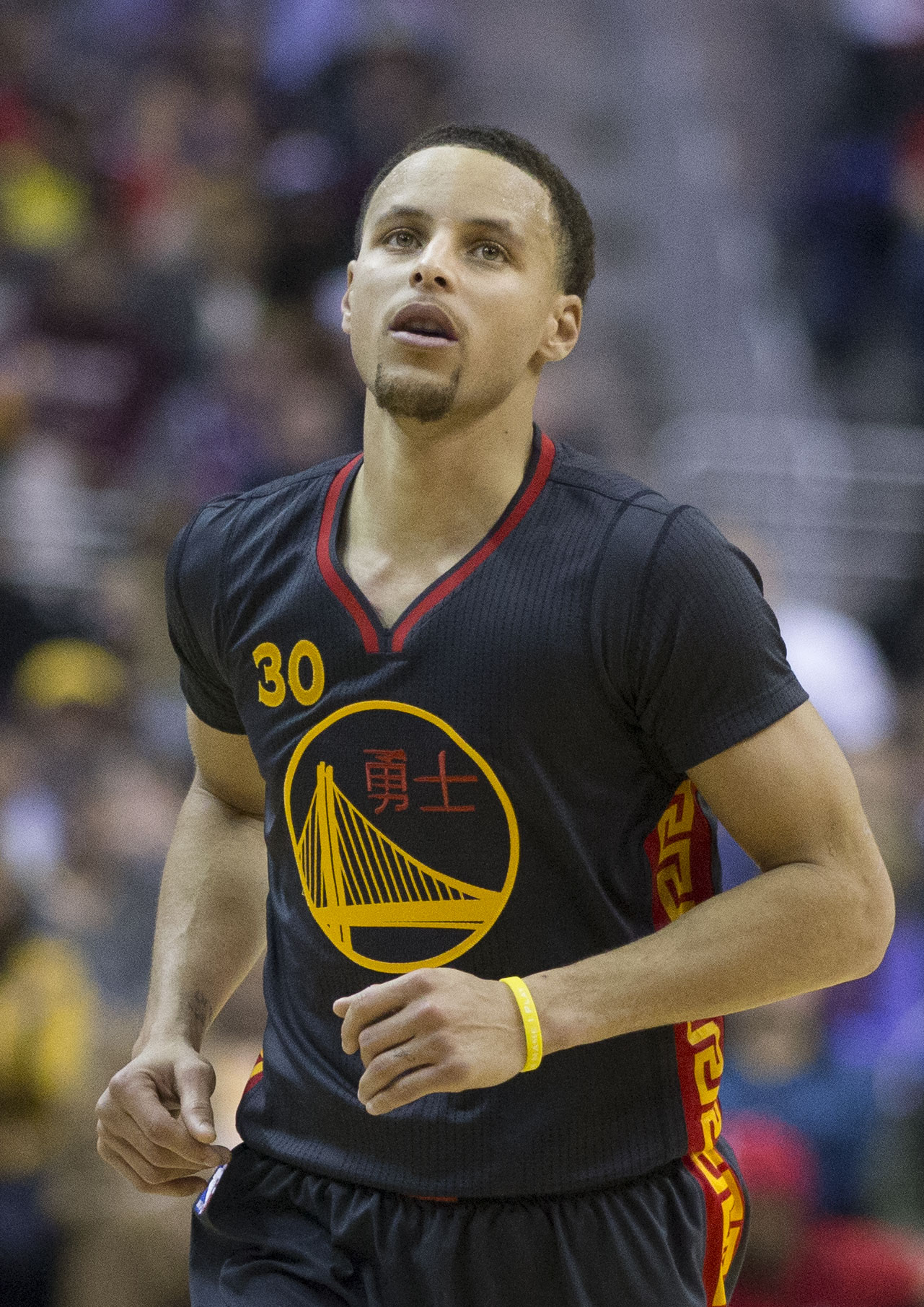
Stephen Curry (* 1988)

- 1988: Stephen Curry, US-amerikanischer Basketballspieler
- 1988: Sasha Grey, US-amerikanische Pornodarstellerin, Schauspielerin, Musikerin und Autorin
- 1988: Maya Haddad, deutsche Schauspielerin
- 1988: Philipp Schaeper, deutscher Filmmusik-Komponist und Produzent
- 1989: Elisabeth Garcia-Almendaris, deutsche Handballspielerin
- 1989: Marwin González, venezolanischer Baseballspieler
- 1989: Colby O’Donis, US-amerikanischer Sänger
- 1989: Patrick Patterson, US-amerikanischer Basketballspieler
- 1989: Pia Stutzenstein, deutsche Schauspielerin
- 1990: Mario Canedo, österreichischer Schauspieler, Autor und Sprecher
- 1990: Stefanie Hiekmann, deutsche Foodjournalistin und Kochbuchautorin
- 1990: Kolbeinn Sigþórsson, isländischer Fußballspieler
- 1991: Jimmy Eriksson, schwedischer Automobilrennfahrer
- 1991: Johannes Wasel, deutscher Nordischer Kombinierer
- 1992: Alexander Aschauer, österreichischer Fußballspieler
- 1992: Kevin Packet, belgischer Fußballspieler
- 1992: Alin Toșca, rumänischer Fußballspieler
- 1993: Anthony Bennett, kanadischer Basketballspieler
- 1993: Deborah Nunes, brasilianische Handballspielerin
- 1994: Matteo Agnesod, italienischer Naturbahnrodler
- 1994: Ansel Elgort, US-amerikanischer Schauspieler
- 1994: Melanie Eminger, deutsche Fußballspielerin
- 1994: Richard Gonda, slowakischer Automobilrennfahrer
- 1996: Arnar Freyr Arnarsson, isländischer Handballspieler
- 1997: Simone Biles, US-amerikanische Turnerin, Olympiasiegerin
- 1998: Annalena Breitenbach, deutsche Fußballspielerin
- 1998: Julian Schütter, österreichischer Skirennläufer und Klimaaktivist
- 2000: Gregory Kuisch, niederländischer Fußballspieler
- 2000: Henning Matriciani, deutscher Fußballspieler

### 21. Jahrhundert

#### 2001–2025
- 2004: Maria Almasri, israelische Fußballspielerin
- 2005: Gianni Matheja, deutscher Webvideoproduzent

## Gestorben

### Vor dem 16. Jahrhundert
- 0557: Leobinus von Chartres, Bischof und Heiliger

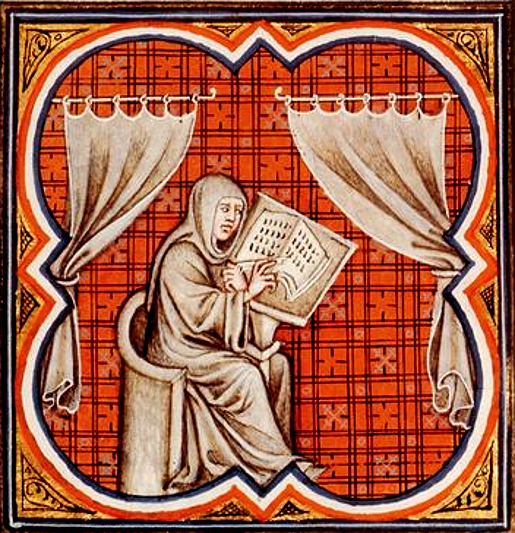
Einhard († 840)

- 0840: Einhard, fränkischer Geschichtsschreiber
- 0893: Aspert, Bischof von Regensburg
- 0968: Mathilde, Gemahlin König Heinrichs I.
- 1051: Gerhard I. von Cambrai, Bischof von Arras und Cambrai
- 1101: Fujiwara no Morozane, Regent für den Tennō und Oberhaupt der Fujiwara
- 1130: Berthold I. von Alvensleben, Bischof von Hildesheim
- 1144: Rudolf II., Graf von Stade, Dithmarschen und Freckleben
- 1229: Pietro Ziani, Doge von Venedig
- 1272: Enzio von Sardinien, unehelicher Sohn Kaiser Friedrichs II.
- 1318: Wulfing von Stubenberg, Bischof von Lavant sowie Fürstbischof von Bamberg
- 1353: Konrad von der Mark, Ritter, Ordensbruder und Klostergründer
- 1374: Konrad von Megenberg, Autor zahlreicher Schriften
- 1376: Andronikos Komnenos, Despot in Trapezunt
- 1397: Heinrich VIII., Herzog von Sagan und Glogau und Herzog von Freystadt, Grünberg und Sprottau
- 1398: Dietrich II., Graf von der Mark, Vogt über Werden und Essen
- 1410: Spinello Aretino, italienischer Maler
- 1421: Edward Cherleton, 5. Baron Cherleton, englischer Marcher Lord
- 1434: Thomas Chaucer, englischer Adliger
- 1443: Johann von Pfalz-Neumarkt, Pfalzgraf und Herzog in Bayern
- 1457: Jingtai, chinesischer Kaiser der Ming-Dynastie
- 1466: Rucker von Lauterburg, Rektor der Universität Leipzig, Domherr und Generalvikar des Bistums Speyer
- 1467: Margarethe von Hanau, deutsche Adlige
- 1471: Claude de Montaigu, burgundischer Adliger

### 16. bis 18. Jahrhundert
- 1506: Georg Fugger, deutscher Kaufmann
- 1571: Johann Sigismund Zápolya, König von Ungarn und Fürst von Siebenbürgen
- 1590: Philip von Egmond, Graf von Egmond, Fürst von Gavere, Baron von Gaesbeek sowie Heer von Purmerend, Purmerland und Ilpendam
- 1603: Ulrich, Herzog zu Mecklenburg und Administrator des Bistums Schwerin
- 1632: Tokugawa Hidetada, japanischer Shogun
- 1636: David Müller, deutscher Verleger
- 1641: Adam von Schwarzenberg, Herrenmeister der Ballei Brandenburg des Johanniterordens

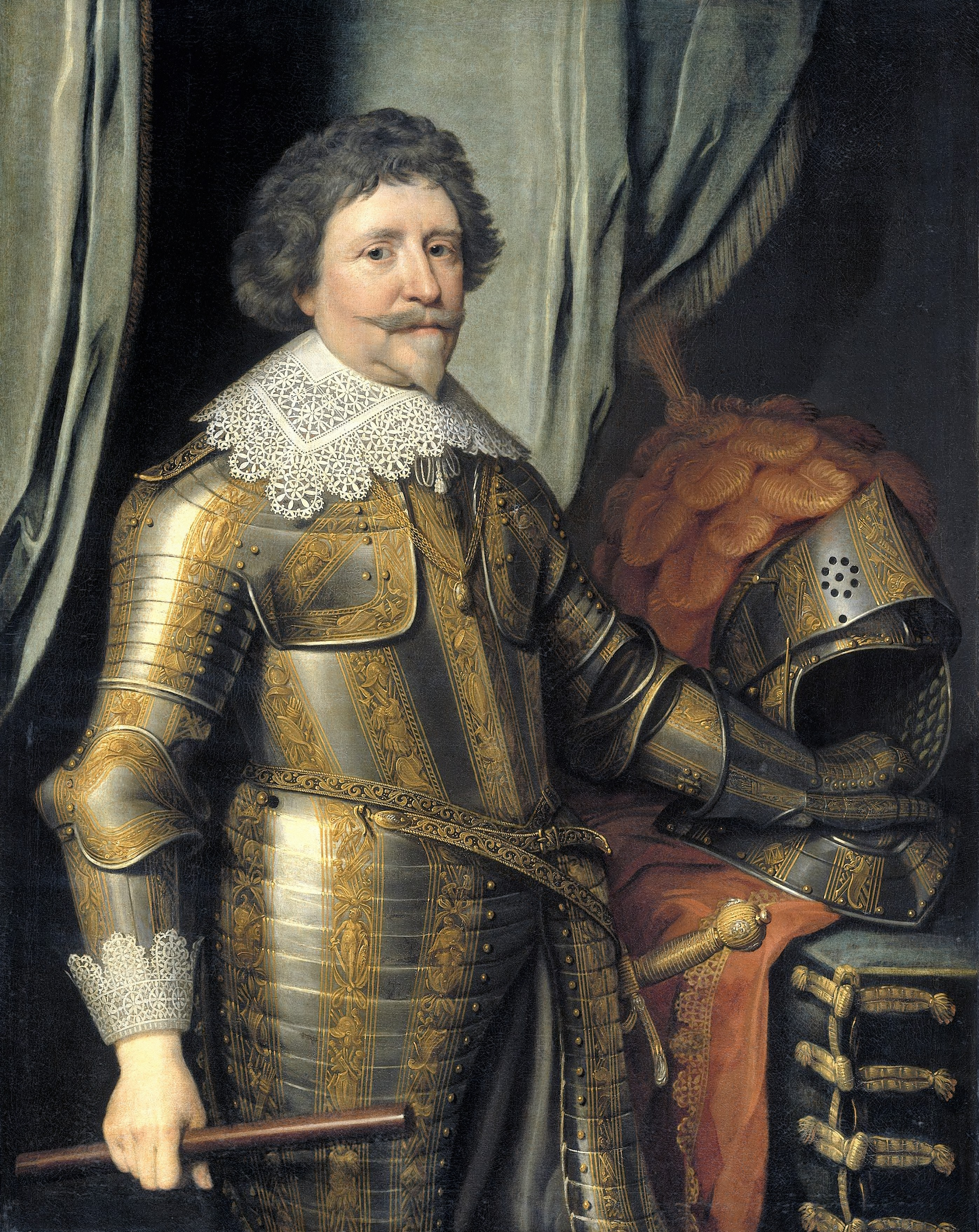
Friedrich Heinrich von Oranien († 1647)

- 1647: Friedrich Heinrich, Statthalter der Vereinigten Niederlande
- 1672: Johann Wilhelm Simler, Schweizer Dichter
- 1676: Anna Sophia Torck, Äbtissin im Stift Nottuln
- 1682: Jacob van Ruisdael, niederländischer Landschaftsmaler und Radierer
- 1700: Christoph Haitzmann, österreichischer Maler und angeblicher Teufelsbündler
- 1703: Robert Hooke, englischer Physiker, Mathematiker und Erfinder
- 1705: Nicolaus Wilhelm Beckers, Arzt aus den Spanischen Niederlanden, Leibarzt Kaiser Leopolds I.
- 1705: James Scott, Earl of Dalkeith, schottischer Adeliger
- 1711: Johann Friedrich Landsberger, deutscher Kaufmann
- 1720: Burchard von Suhm, polnischer und sächsischer Diplomat
- 1731: Kagami Shikō, japanischer buddhistischer Mönch und Dichter
- 1737: Pietro Morettini, Schweizer Baumeister
- 1744: Johann Ulrich von König, deutscher Schriftsteller
- 1747: Matthias Johann von der Schulenburg, Feldmarschall im Dienste der Republik Venedig
- 1754: Pierre-Claude Nivelle de La Chaussée, französischer Dramatiker
- 1757: John Byng, britischer Admiral
- 1758: Johann Conrad Gottfried Wildermett, Schweizer evangelischer Geistlicher
- 1760: Hedwig Luise von Hessen-Homburg, Gräfin von Schlieben
- 1765: Johann Andreas Buttstedt, deutscher evangelischer Geistlicher und Hochschullehrer
- 1765: Franz Xaver von Hohenzollern-Hechingen, österreichischer Feldmarschallleutnant
- 1770: Christoph Langhansen, deutscher Mathematiker und lutherischer Theologe
- 1785: Christian Heinrich Wilhelm von Arnstedt, preußischer Oberst und Kommandeur
- 1787: Old Bill Williams, US-amerikanischer Mountain Man und Pionier
- 1791: Christoph Carl Kress von Kressenstein, deutscher Jurist und Bürgermeister
- 1791: Johann Salomo Semler, deutscher evangelischer Theologe
- 1799: Maurizio Pedetti, italienischer Architekt

### 19. Jahrhundert
- 1801: Ignacy Krasicki, polnischer Geistlicher und Schriftsteller

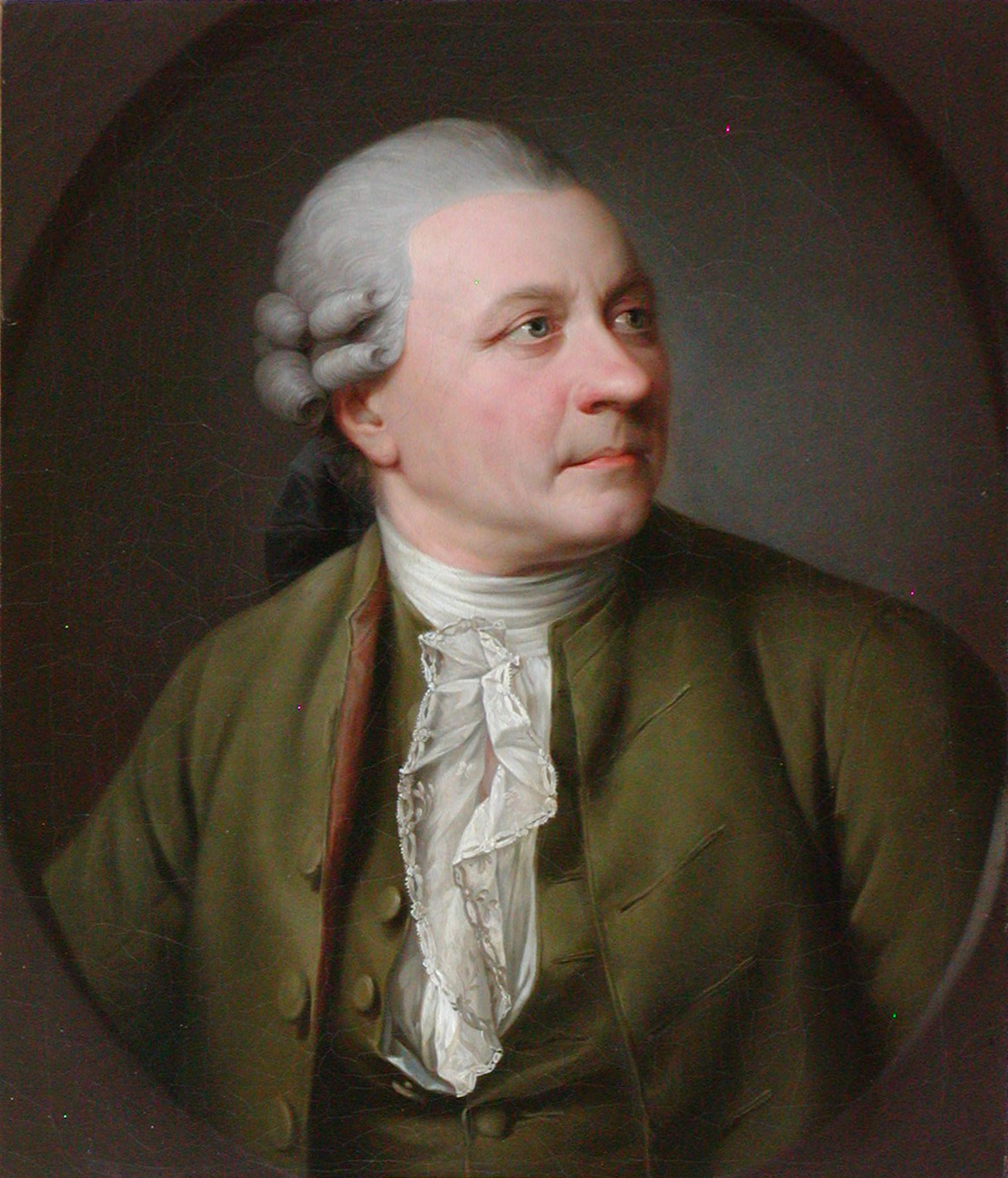
Friedrich Gottlieb Klopstock († 1803)

- 1803: Friedrich Gottlieb Klopstock, deutscher Autor und Dichter
- 1811: Augustus FitzRoy, 3. Duke of Grafton, britischer Politiker und Premierminister
- 1816: Josef Wagner, deutscher römisch-katholischer Geistlicher
- 1816: Ernst Karl Friedrich Wunderlich, deutscher Altphilologe
- 1821: Heinrich Rathmann, Pädagoge, Historiker und evangelischer Pfarrer
- 1821: Ernst von Schwarzenberg, Bischof, Komponist und Domherr in Köln
- 1823: John Jervis, 1. Earl of St. Vincent, britischer Admiral

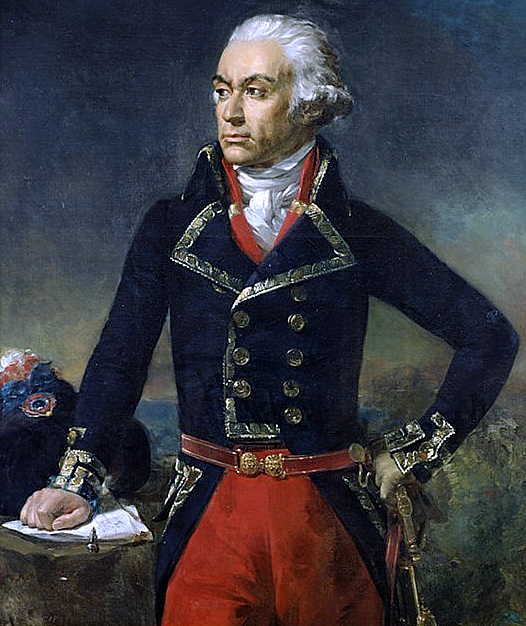
Charles-François Dumouriez († 1823)

- 1823: Charles-François Dumouriez, französischer General
- 1824: Antoinette Ernestine Amalie, Prinzessin von Sachsen-Coburg-Saalfeld
- 1826: Jean-Baptiste Leschenault de La Tour, französischer Botaniker und Ornithologe
- 1826: Sebastian Vitus Schlupf, deutscher Bildhauer
- 1827: Wilhelm Georg von Schack, preußischer Generalmajor
- 1829: Michael Stiehr, deutscher Orgelbauer
- 1840: Heinrich Escher, Schweizer Kaufmann und Politiker
- 1851: Laurids Engelstoft, dänischer Historiker
- 1851: Ferdinand Gotthelf Hand, deutscher Altphilologe
- 1852: Charles Nicolas d’Anthouard de Vraincourt, französischer Divisionsgeneral der Artillerie
- 1852: Friedrich Wilhelm Wäldner, deutscher Orgelbauer
- 1853: Vincenz Eduard Milde, Erzbischof von Wien
- 1857: David T. Disney, US-amerikanischer Politiker
- 1860: Lilburn Boggs, US-amerikanischer Politiker
- 1860: Carl von Ghega, Erbauer der Semmeringbahn
- 1862: Andreas Fortner, böhmischer Silberschmied, Maler, Lithograf und Ziseleur
- 1866: Jared Sparks, US-amerikanischer Geschichtsschreiber
- 1869: Carl von Rohr, preußischer Landrat
- 1874: Johann Heinrich von Mädler, deutscher Astronom
- 1877: Wilhelm von Bismarck-Briest, deutscher Politiker
- 1877: Juan Manuel de Rosas, argentinischer Diktator
- 1878: Joseph Audo, Patriarch der Chaldäisch-Katholischen Kirche

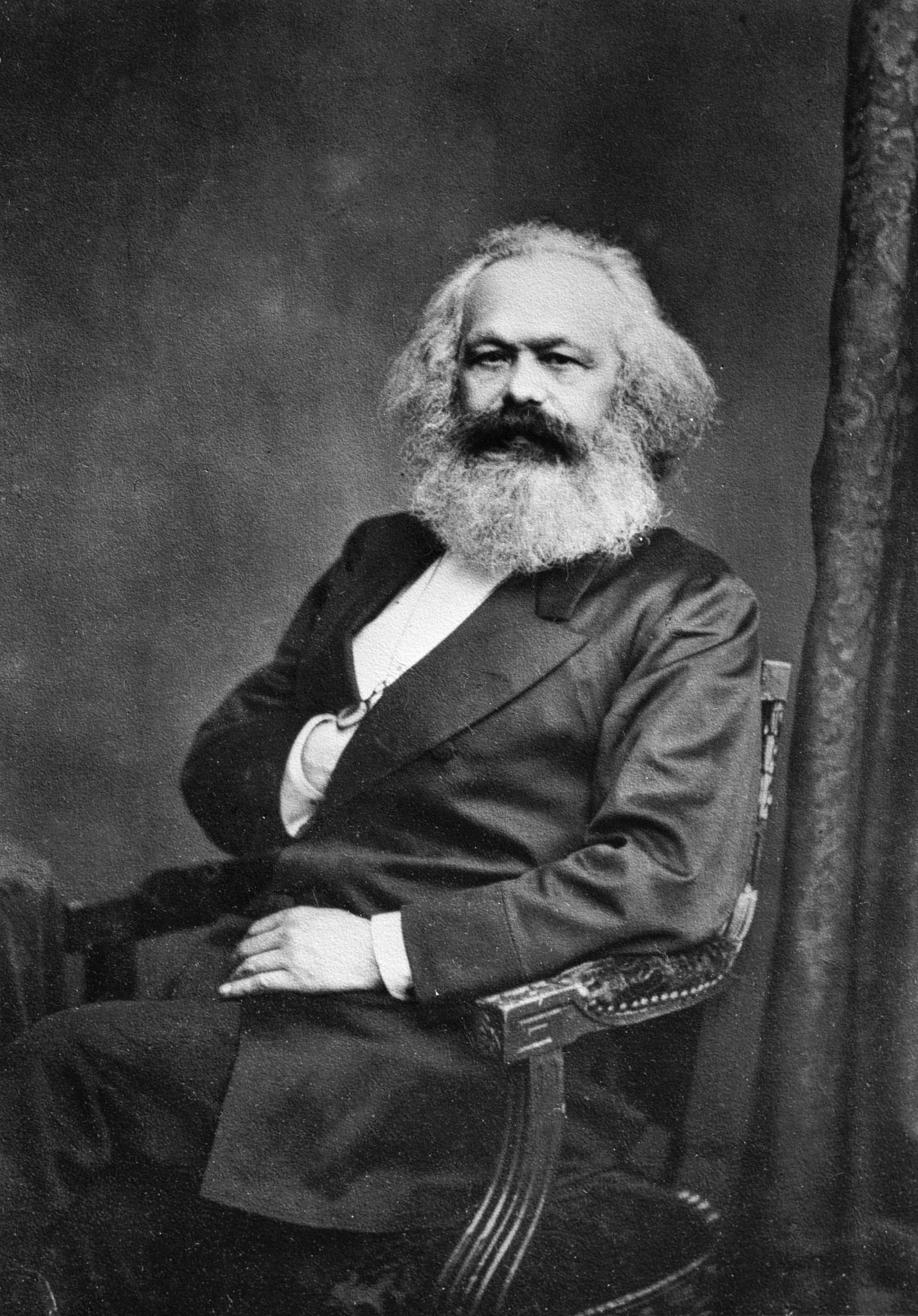
Karl Marx († 1883)

- 1883: Karl Marx, deutscher Philosoph, Ökonom und Journalist
- 1884: Buenaventura Báez, Präsident der Dominikanischen Republik
- 1884: Robert Oettel, Kaufmann, Stadtverordneter, Begründer der deutschen Rassegeflügelzucht
- 1891: Franz Erwein, österreichischer Politiker
- 1891: Ludwig Windthorst, deutscher Politiker
- 1895: John L. O’Sullivan, US-amerikanischer Journalist
- 1897: Pedro de Aycinena y Piñol, Präsident von Guatemala
- 1897: Michail Iwanowitsch Stukowenkow, russischer Mediziner und Hochschullehrer
- 1899: Ludwig Bamberger, deutscher Bankier und Politiker

### 20. Jahrhundert

#### 1901–1950
- 1906: George Coppin, australischer Schauspieler, Theaterunternehmer und Politiker
- 1907: Théodore Fontana, Schweizer Jurist und Politiker
- 1915: Walter Crane, britischer Maler und Illustrator, führender Vertreter der Präraffaeliten
- 1917: Antonio Vanegas Arroyo, mexikanischer Verleger
- 1919: Eugen Berg, deutsch-baltischer Pastor und evangelischer Märtyrer
- 1919: Theodor Scheinpflug, deutsch-baltischer Pastor und evangelischer Märtyrer
- 1919: Arnold von Rutkowski, deutsch-baltischer Pastor und evangelischer Märtyrer
- 1920: Johannes Dierauer, Schweizer Historiker
- 1923: Helene Jacobsen, dänische Lithografin und Malerin
- 1923: Samuel Maharero, traditioneller Führer der Herero
- 1928: Agnes Gosche, deutsche Philologin

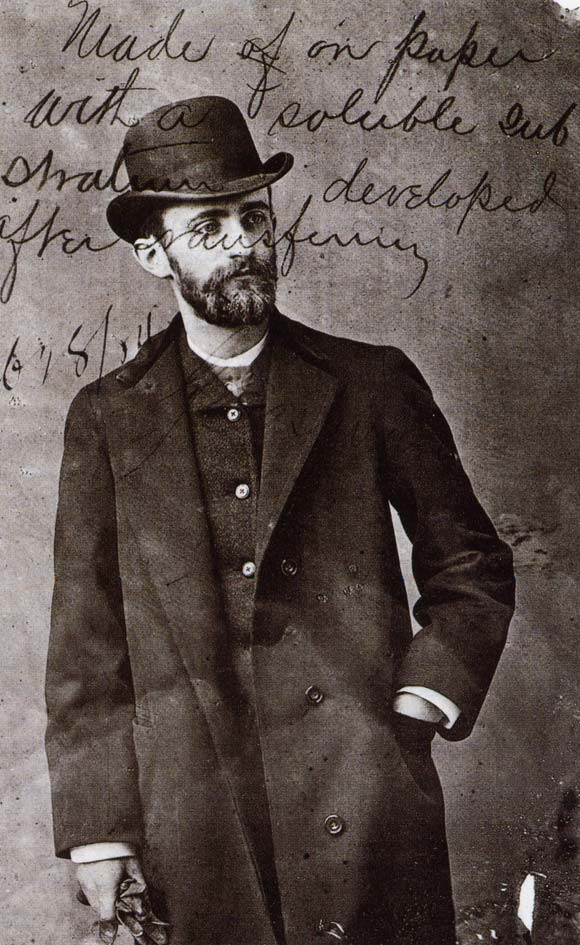
George Eastman († 1932)

- 1932: George Eastman, US-amerikanischer Unternehmer und Fotopionier
- 1933: Anny Ahlers, deutsche Sängerin und Schauspielerin
- 1933: Hermann von Hatzfeldt, deutscher Politiker und Beamter
- 1934: João do Canto e Castro, portugiesischer Admiral und Staatspräsident
- 1934: Luise Koch,  deutsche Pädagogin, Politikerin und Frauenrechtlerin
- 1940: Heinrich Lübbe, deutscher Maschinenbauingenieur und Erfinder
- 1942: Bibb Graves, US-amerikanischer Politiker
- 1942: Maria Leitner, deutschsprachige ungarische Journalistin und Schriftstellerin
- 1944: Alfred Bogen, deutscher Lehrer, Schulrat, Naturschützer und Museumsdirektor
- 1944: Pawel Grigorjewitsch Tschesnokow, russischer Komponist und Chorleiter
- 1945: Francisco Braga, brasilianischer Komponist
- 1945: Alexander Granach, deutscher Schauspieler
- 1945: Fritz-Erdmann Klingner, deutscher Geologe
- 1946: José Saldías, argentinischer Schriftsteller und Journalist
- 1949: Georg Hellmuth Neuendorff, deutscher Schriftsteller und Reformpädagoge

#### 1951–2000
- 1951: Saladin Schmitt, deutscher Theaterwissenschaftler, Regisseur und Theaterintendant
- 1953: Klement Gottwald, tschechischer Politiker
- 1955: Schamram Kelleciyan, armenische Chansonsängerin
- 1957: Boris Nikolajewitsch Jurjew, sowjetischer Hubschrauberkonstrukteur und -pionier
- 1957: Eugenio Castellotti, italienischer Automobilrennfahrer
- 1960: Ludwig Böck, deutscher Skisportler
- 1961: Benjamin Willard Adams, US-amerikanischer Leichtathlet
- 1962: Jorge González von Marées, chilenischer Politiker
- 1965: Stanko Premrl, slowenischer Komponist
- 1967: Antonio Díaz Soto y Gama, mexikanischer Rechtswissenschaftler, Revolutionär
- 1968: Erwin Panofsky, deutscher Kunsthistoriker
- 1972: Linda Jones, US-amerikanische Soulsängerin
- 1973: Howard Hathaway Aiken, US-amerikanischer Computerpionier, Entwickler eines der ersten digitalen Großrechner (Mark I)
- 1973: Chic Young, US-amerikanischer Cartoonist und Comiczeichner
- 1975: Hansi Burg, deutsch-österreichische Schauspielerin

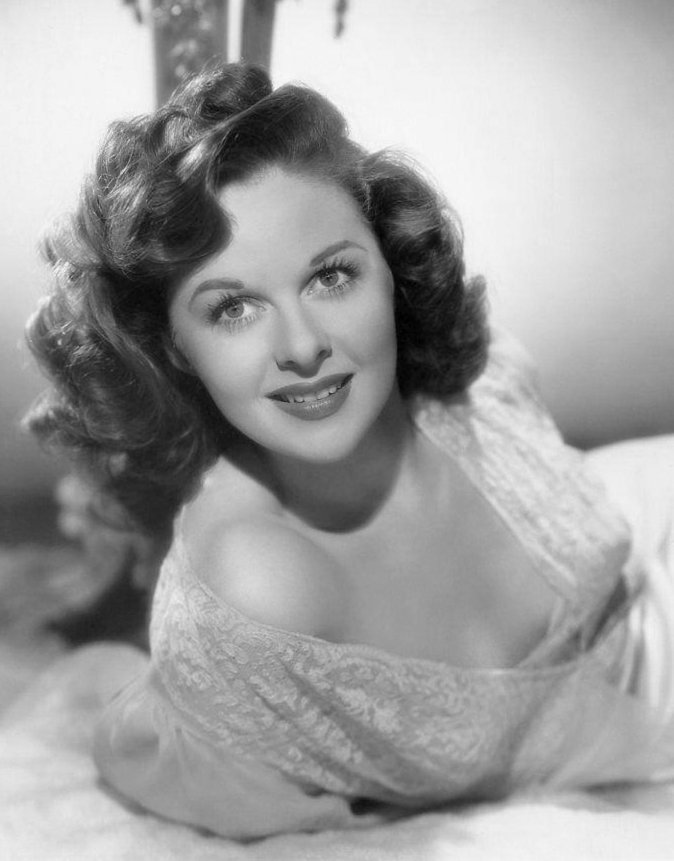
Susan Hayward († 1975)

- 1975: Susan Hayward, US-amerikanische Filmschauspielerin
- 1975: Carl Wery, deutscher Schauspieler
- 1976: Eduard van Arkel, niederländischer Chemiker
- 1976: Gerhard Mendelson, deutscher Musikproduzent in Wien
- 1976: Busby Berkeley, US-amerikanischer Choreograph und Regisseur
- 1976: Martha Saalfeld, deutsche Lyrikerin
- 1977: Gyula Dávid, ungarischer Komponist
- 1980: Mohammad Hatta, indonesischer Regierungschef
- 1981: Giancarlo Sala, italienischer Automobilrennfahrer
- 1981: Toyoko Takahashi, japanische Schauspielerin
- 1982: Robert Eberan von Eberhorst, österreichischer Konstrukteur
- 1983: Florian Mueller, US-amerikanischer Oboist und Komponist
- 1984: Howhannes Schiras, armenischer Dichter
- 1985ː Marlene Moeschke-Poelzig, deutsche Bildhauerin und Architektin
- 1985: Josef Spies, deutscher Politiker
- 1986: Benno Ammann, Schweizer Dirigent und Komponist
- 1988: Willi Apel, US-amerikanischer Musikwissenschaftler
- 1988: Reinhold Ebertin, deutscher Astrologe, Kosmobiologe und Esoteriker
- 1988: Rudolf Gramlich, deutscher Fußballspieler
- 1989: Edward Abbey, US-amerikanischer Naturforscher, Philosoph und Schriftsteller

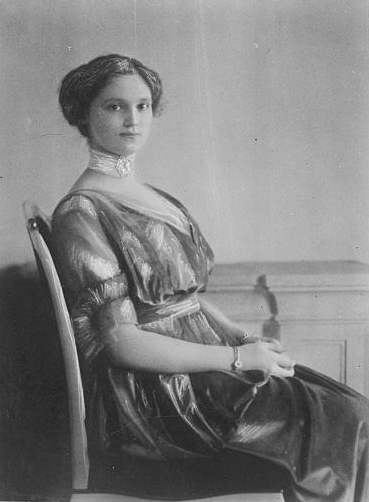
Zita von Bourbon-Parma († 1989)

- 1989: Zita von Bourbon-Parma, österreichische Kaiserin
- 1990: Wilhelm Baumann, deutscher Feldhandballspieler
- 1991: Howard Ashman, US-amerikanischer Autor und Produzent
- 1991: Doc Pomus, US-amerikanischer Sänger und Songwriter
- 1991: Margery Sharp, britische Schriftstellerin
- 1992: Gerhard Arlt, deutscher Maler, Graphiker und Heimatkundler
- 1993: John Dembeck, kanadischer Geiger und Bratschist
- 1993: Ahmad Ebādi, iranischer Setarspieler
- 1995: William Alfred Fowler, US-amerikanischer Physiker
- 1995: Gerard Victory, irischer Komponist
- 1996ː Ingeborg-Maria von Werthern, deutsche Äbtissin des Klosters Stift zum Heiligengrabe
- 1997: Joseph Fuchs, US-amerikanischer Geiger und Musikpädagoge
- 1997: Fred Zinnemann, US-amerikanischer Filmregisseur
- 1997: Jurek Becker, deutscher Schriftsteller
- 1997: Ivan Romanoff, kanadischer Dirigent, Geiger, Arrangeur und Komponist
- 1999: Habib Achour, tunesischer Gewerkschafter
- 1999: Ludmila Frajt, serbische bzw. jugoslawische Komponistin
- 2000: Thomas Onken, Schweizer Politiker und Kunsthistoriker
- 2000: Emil Ernst Ronner, Schweizer Lehrer, Schriftsteller und Politiker

### 21. Jahrhundert
- 2002: Furuyama Komao, japanischer Schriftsteller
- 2003: Jean-Luc Lagardère, französischer Unternehmer
- 2005: Robert Zimmerling, deutscher Schauspieler

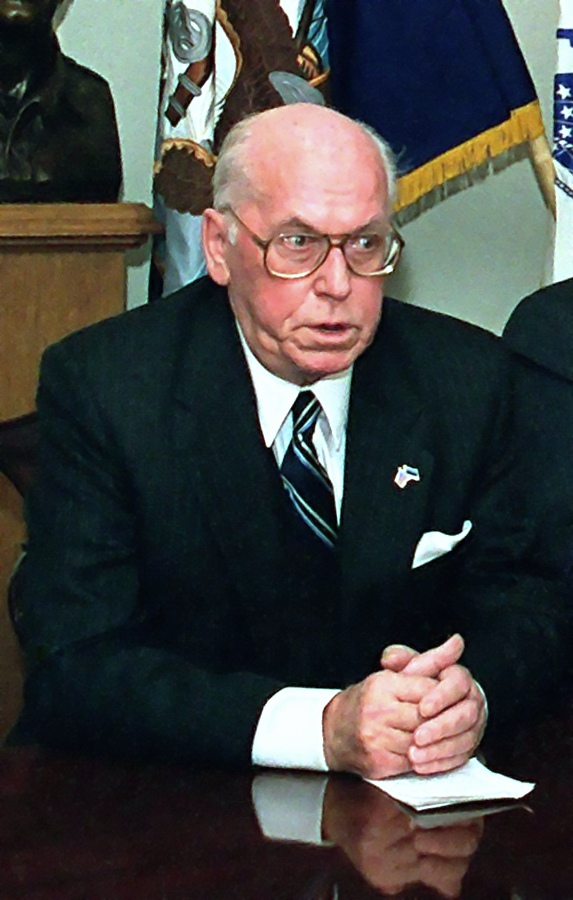
Lennart Meri († 2006)

- 2006: Lennart Meri, estnischer Schriftsteller, Filmemacher und Politiker
- 2006: Eugen Oker, deutscher Schriftsteller und Spielekritiker

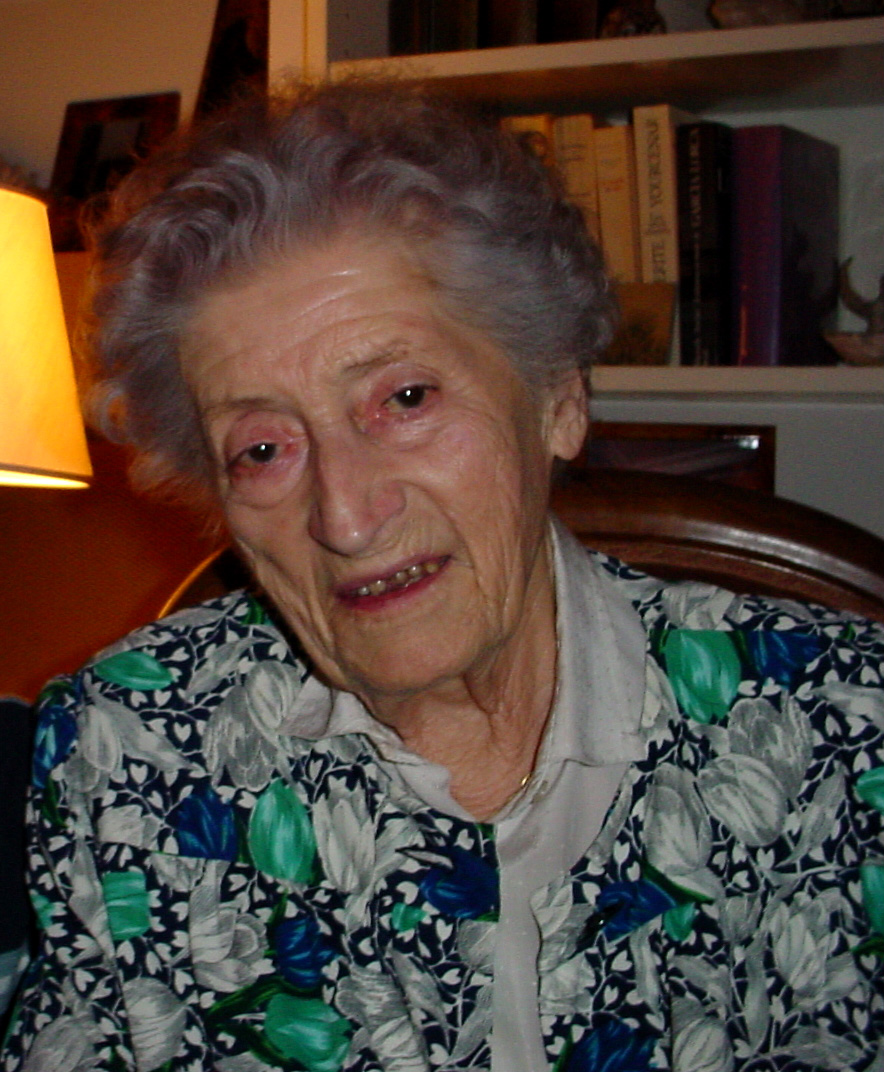
Lucie Aubrac († 2007)

- 2007: Lucie Aubrac, französische Widerstandskämpferin
- 2007: Lilo Grahn, deutsche Schauspielerin und Synchronsprecherin
- 2008: Clyde Robert Cameron, australischer Politiker, Minister
- 2008: Wolfgang Kühne, deutscher Synchronsprecher, Schauspieler, Drehbuchautor, Regisseur und Dozent
- 2008: Chiara Lubich, Gründerin der Fokolarbewegung
- 2008: Pierre Mamie, Schweizer Geistlicher, Bischof von Lausanne
- 2009: Robert Hanell, deutscher Dirigent und Komponist
- 2010: Peter Graves, US-amerikanischer Schauspieler
- 2011: Joachim Auth, deutscher Physiker
- 2012: Karl Dietrich Adam, deutscher Paläontologe
- 2012: Helmut Schubert, deutscher Werkstoffwissenschaftler
- 2013: Andrew Athens, US-amerikanischer Geschäftsmann
- 2014: Tony Benn, britischer Politiker, Minister
- 2014: Werner Rackwitz, deutscher Opernintendant und Kulturpolitiker
- 2015: Walentin Grigorjewitsch Rasputin, russischer Schriftsteller und Umweltaktivist
- 2016: Peter Maxwell Davies, britischer Komponist
- 2016: Geoffrey Hartman, deutschamerikanischer Literaturwissenschaftler und Sterling Professor der Yale University
- 2017: Royal Robbins, US-amerikanischer Bergsteiger
- 2018: Rubén Galván, argentinischer Fußballspieler
- 2018: Stephen Hawking, britischer Physiker und Astrophysiker

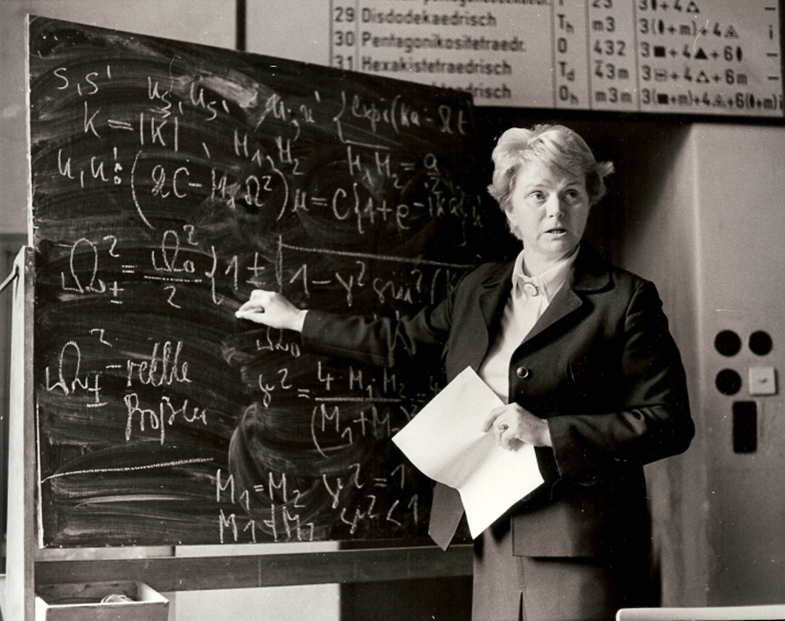
Karin Herrmann († 2018)

- 2018: Karin Herrmann, deutsche Physikerin
- 2019: Kurt Armbruster, Schweizer Fußballspieler
- 2019: Charlie Whiting, britischer Motorsportfunktionär, Renndirektor der Formel 1

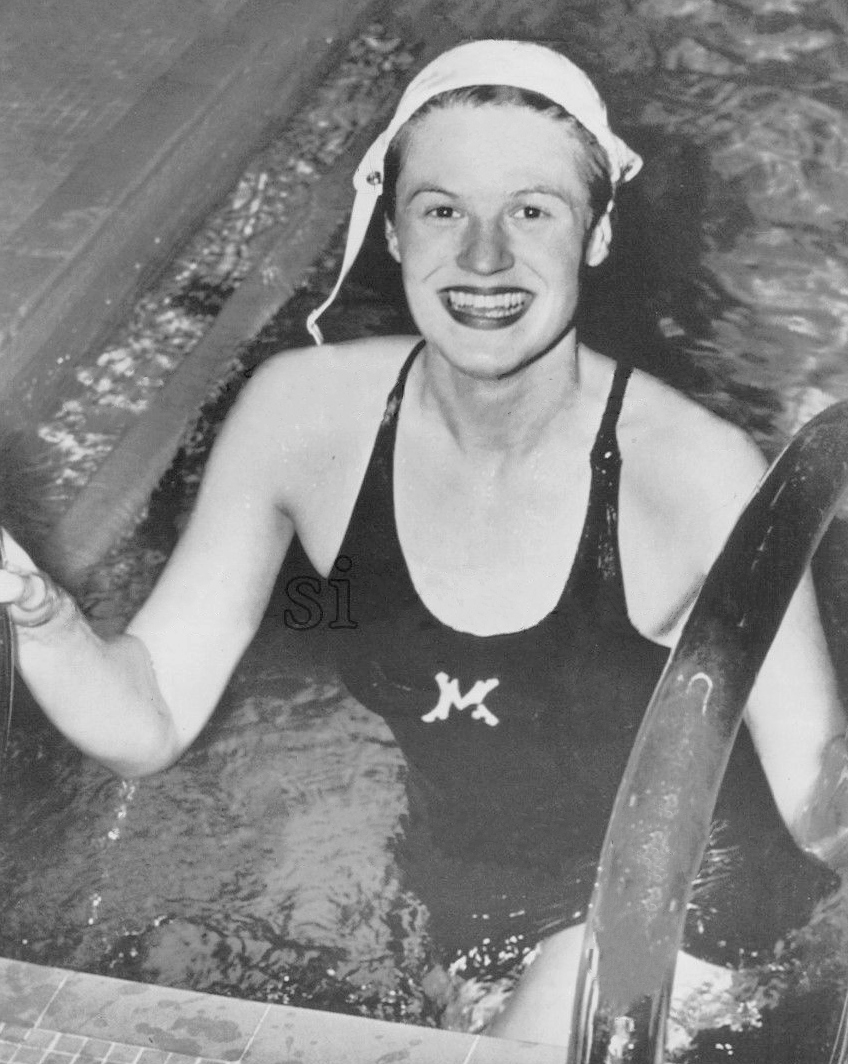
Suzanne Edwards († 2021)

- 2021: Suzanne Edwards, US-amerikanische Schwimmerin, Olympiamedaillengewinnerin
- 2021: Lester Francel, kolumbianischer Gewichtheber
- 2021: Helena Fuchsová, tschechische Leichtathletin
- 2021: Jutta Stender-Vorwachs, deutsche Rechtswissenschaftlerin
- 2022: Henning Boëtius, deutscher Schriftsteller
- 2022: Charles Greene, US-amerikanischer Leichtathlet, Olympiasieger
- 2022: Scott Hall, US-amerikanischer Wrestler
- 2024ː Angela McCluskey, schottische Sängerin und Songwriterin

## Feier- und Gedenktage
- Kirchliche Gedenktage
  - Hl. Mathilde, deutsche Königin, Wohltäterin und Klostergründerin (evangelisch, katholisch)
  - Friedrich Gottlieb Klopstock, deutscher Dichter (evangelisch)
- Staatliche Feier- und Gedenktage
  - Albanien: Frühlingsfest Dita e Verës
- Namenstage
  - Enno, Mathilde
- Weitere Informationen zum Tag
  - Pi-Tag (seit 1988)
  - White Day (seit 1977)

Weitere Einträge enthält die Liste von Gedenk- und Aktionstagen.